# Senaqueribe
Senaqueribe (em acádio: ; romaniz.: Sîn-ahhī-erība ou Sîn-aḥḥē-erība; lit.  "Sen multiplicou os seus irmãos") era o rei do Império Neoassírio desde a morte de seu pai Sargão II em 705 a.C. até sua própria morte em 681 a.C.. O segundo rei da dinastia sargônida, Senaqueribe é um dos reis assírios mais famosos pelo papel que desempenha na Bíblia Hebraica, que descreve sua campanha no Levante. Outros eventos de seu reinado incluem a destruição da cidade da Babilônia em 689 a.C. e sua renovação e expansão da última grande capital assíria, Nínive.
Embora Senaqueribe fosse um dos reis assírios mais poderosos e abrangentes, ele enfrentou considerável dificuldade para controlar a Babilônia, que formava a parte sul de seu império. Muitos dos problemas de Senaqueribe na Babilônia originaram-se do chefe tribal caldeu Merodaque-Baladã II, que havia sido o rei da Babilônia até que o pai de Senaqueribe o derrotou. Pouco depois de Senaqueribe herdar o trono em 705 a.C., Merodaque-Baladã retomou a Babilônia e aliou-se aos elamitas. Embora Senaqueribe tenha conquistado o sul em 700 a.C., Merodaque-Baladã continuou a perturbá-lo, provavelmente instigando vassalos assírios no Levante a rebelar-se, levando à Guerra do Levante de 701 a.C., e ele mesmo lutando contra Belibni, o rei vassalo de Senaqueribe na Babilônia. Depois que os babilônios e elamitas capturaram e executaram o filho mais velho de Senaqueribe, Assurnadinsumi, que Senaqueribe proclamou como seu novo rei vassalo na Babilônia, Senaqueribe fez campanha em ambas as regiões, subjugando Elão. Como Babilônia, bem dentro de seu próprio território, foi o alvo da maioria de suas campanhas militares e causou a morte de seu filho, Senaqueribe destruiu a cidade em 689 a.C..
Na Guerra do Levante, os estados no sul do Levante, especialmente o Reino de Judá sob o rei Ezequias, não foram subjugados tão facilmente quanto os do norte. Os assírios invadiram Judá. Embora a narrativa bíblica sustente que a intervenção divina de um anjo encerrou o ataque de Senaqueribe a Jerusalém ao destruir o exército assírio, uma derrota total da Assíria é improvável, já que Ezequias se submeteu a Senaqueribe no final da campanha. Registros contemporâneos, mesmo aqueles escritos por inimigos da Assíria, não mencionam os assírios sendo derrotados em Jerusalém.
O cerco de Jerusalém por Senaqueribe em 701 a.C. é um dos eventos mais discutidos na história oriental antiga. No entanto, o impacto do movimento assírio nos territórios de Judá sob Ezequias continua sendo uma questão de debate entre os estudiosos. A chamada inscrição do Touro nº 6 foi descoberta durante as primeiras escavações arqueológicas no século 19 no Palácio Sudoeste de Senaqueribe, em Nínive. Esta é uma inscrição pública entre as pernas de uma escultura de um touro alado, que guarda a entrada da sala do trono do palácio. A inscrição foi tirada de seu local original e atualmente faz parte do Museu Britânico em Londres.
Senaqueribe transferiu a capital da Assíria para Nínive, onde passou a maior parte do tempo como príncipe herdeiro. Para transformar Nínive em uma capital digna de seu império, ele lançou um dos projetos de construção mais ambiciosos da história antiga. Ele expandiu o tamanho da cidade e construiu grandes muralhas, vários templos e um jardim real. Sua obra mais famosa na cidade é o Palácio do Sudoeste, que Senaqueribe chamou de "Palácio sem Rival". Após a morte de seu filho mais velho e príncipe herdeiro, Assurnadinsumi, Senaqueribe originalmente designou seu segundo filho, Adrameleque, herdeiro. Mais tarde, ele o substituiu por um filho mais novo, Assaradão, em 684 a.C., por razões desconhecidas. Senaqueribe ignorou os repetidos apelos de Adrameleque para ser reintegrado como herdeiro e, em 681 a.C., Adrameleque e seu irmão Sarezer assassinaram Senaqueribe, na esperança de tomar o poder para si. A Babilônia e o Levante saudaram sua morte como um castigo divino, enquanto o coração da Assíria provavelmente reagiu com ressentimento e horror. A coroação de Adrameleque foi adiada, e Assaradão levantou um exército e tomou Nínive, instalando-se como rei conforme pretendido por Senaqueribe.

## Antecedentes

### Ancestrais e juventude

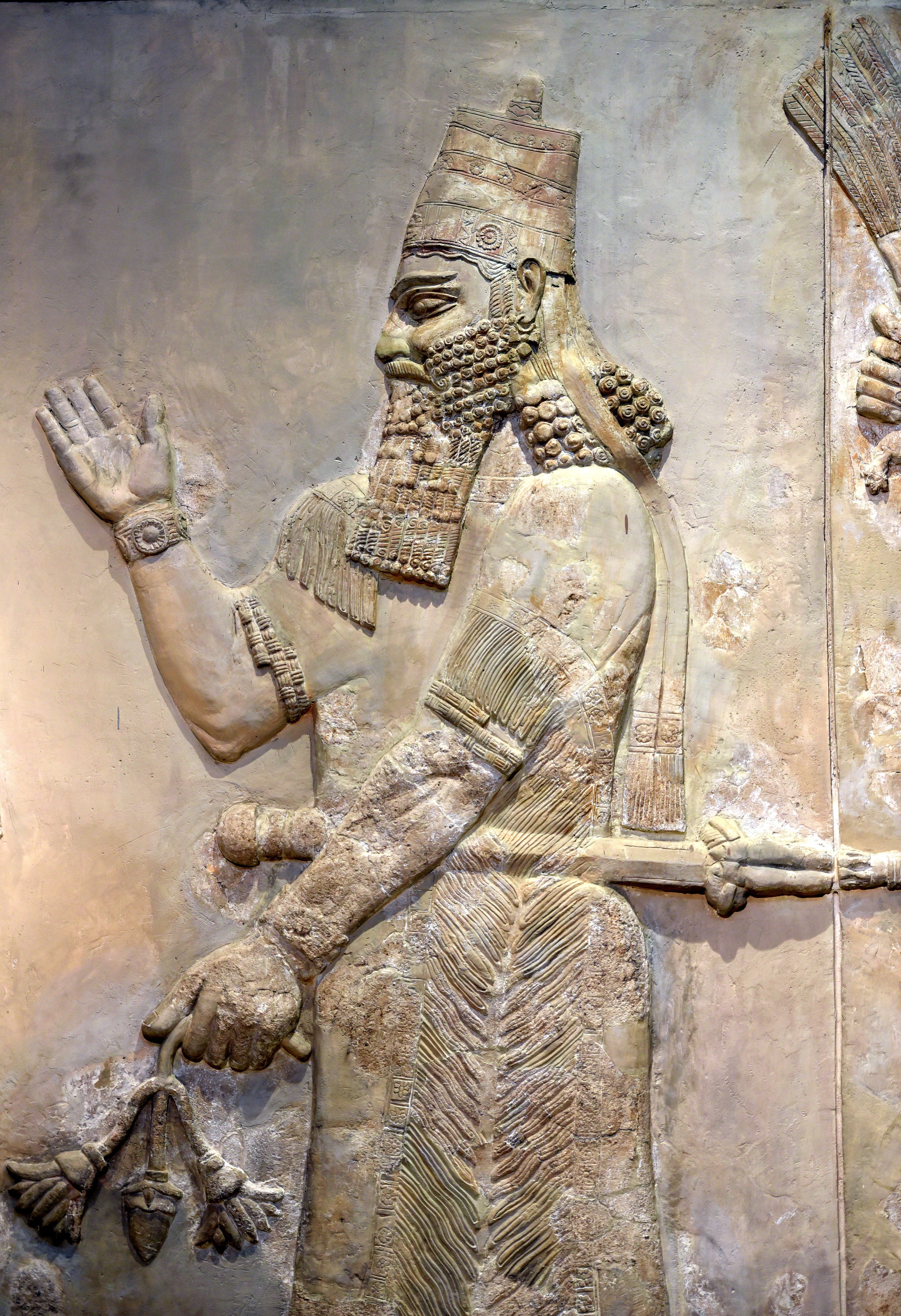
Baixo-relevo de alabastro representando Sargão II, pai e predecessor de Senaqueribe

Senaqueribe era filho e sucessor do rei neoassírio Sargão II, que reinou como rei da Assíria de 722 a 705 a.C. e como rei da Babilônia de 710 a 705 a.C.. A identidade da mãe de Senaqueribe é incerta. Historicamente, a opinião mais popular é que Senaqueribe era filho da esposa de Sargão, Atalia, embora isso agora seja considerado improvável. Para ser mãe de Senaqueribe, Atalia deveria ter nascido por volta do ano de 760 a.C., no máximo, e vivido pelo menos 692 a.C., como uma "rainha-mãe" é atestada naquele ano, mas Túmulo de Atalia em Ninrude, que foi descoberto na década de 1980, indica que ela tinha 35 anos no máximo quando morreu. A assirióloga Josette Elayi considera mais plausível que a mãe de Senaqueribe fosse outra das esposas de Sargão, Raima; uma estela de Assur (que já foi a capital da Assíria), descoberta em 1913, refere-se especificamente a ela como a "mãe de Senaqueribe". A existência de Raima é uma descoberta recente, baseada em uma leitura de 2014 da inscrição na estela. Sargão afirmou que era filho do antigo rei Tiglate-Pileser III, mas isso é incerto, pois Sargão usurpou o trono de outro filho de Tiglate-Pileser, Salmanaser V.
Senaqueribe provavelmente nasceu c. 745 a.C.. Se Sargão fosse filho de Tiglate-Pileser e não um usurpador não dinástico, Senaqueribe teria crescido no palácio real em Ninrude e passado a maior parte de sua juventude lá. Sargão continuou a viver em Ninrude muito depois de se tornar rei, deixando a cidade em 710 a.C. para residir na Babilônia e, mais tarde, em sua nova capital, Dur Sarruquim, em 706 a.C.. Quando Sargão se mudou para a Babilônia, Senaqueribe, que servia como príncipe herdeiro e herdeiro designado, já havia deixado Ninrude, morando em uma residência em Nínive. Nínive tinha sido a residência designada do príncipe herdeiro assírio desde o reinado de Tiglate-Pileser. Como príncipe herdeiro, Senaqueribe também possuía uma propriedade em Tarbisu. O educador real, Huni, teria educado Senaqueribe e seus irmãos. Eles provavelmente receberam uma educação escribal, aprendendo aritmética e como ler e escrever em sumério e acádio.
Senaqueribe tinha vários irmãos e pelo menos uma irmã. Além dos irmãos mais velhos que morreram antes de seu nascimento, Senaqueribe tinha vários irmãos mais novos, alguns dos quais são mencionados como vivos até 670 a.C., então a serviço do filho e sucessor de Senaqueribe, Assaradão. A única irmã conhecida de Senaqueribe, Aatabisa, casou-se com Ambáris, o rei de Tabal, mas provavelmente voltou para a Assíria depois da primeira campanha bem-sucedida de Sargão contra Tabal.
O nome de Senaqueribe, Sîn-aḥḥē-erība, significa "Sim (o deus da lua) substituiu os irmãos" em acádio. O nome provavelmente deriva de Senaqueribe não ser o primeiro filho de Sargão, mas todos os seus irmãos mais velhos estarem mortos na época em que ele nasceu. Em hebraico, seu nome foi traduzido como Snḥryb e em aramaico era Šnḥ'ryb. De acordo com um documento de 670 a.C., era ilegal dar o nome Senaqueribe (então o ex-rei) a um plebeu na Assíria, pois isso era considerado um sacrilégio.

### Senaqueribe como príncipe herdeiro

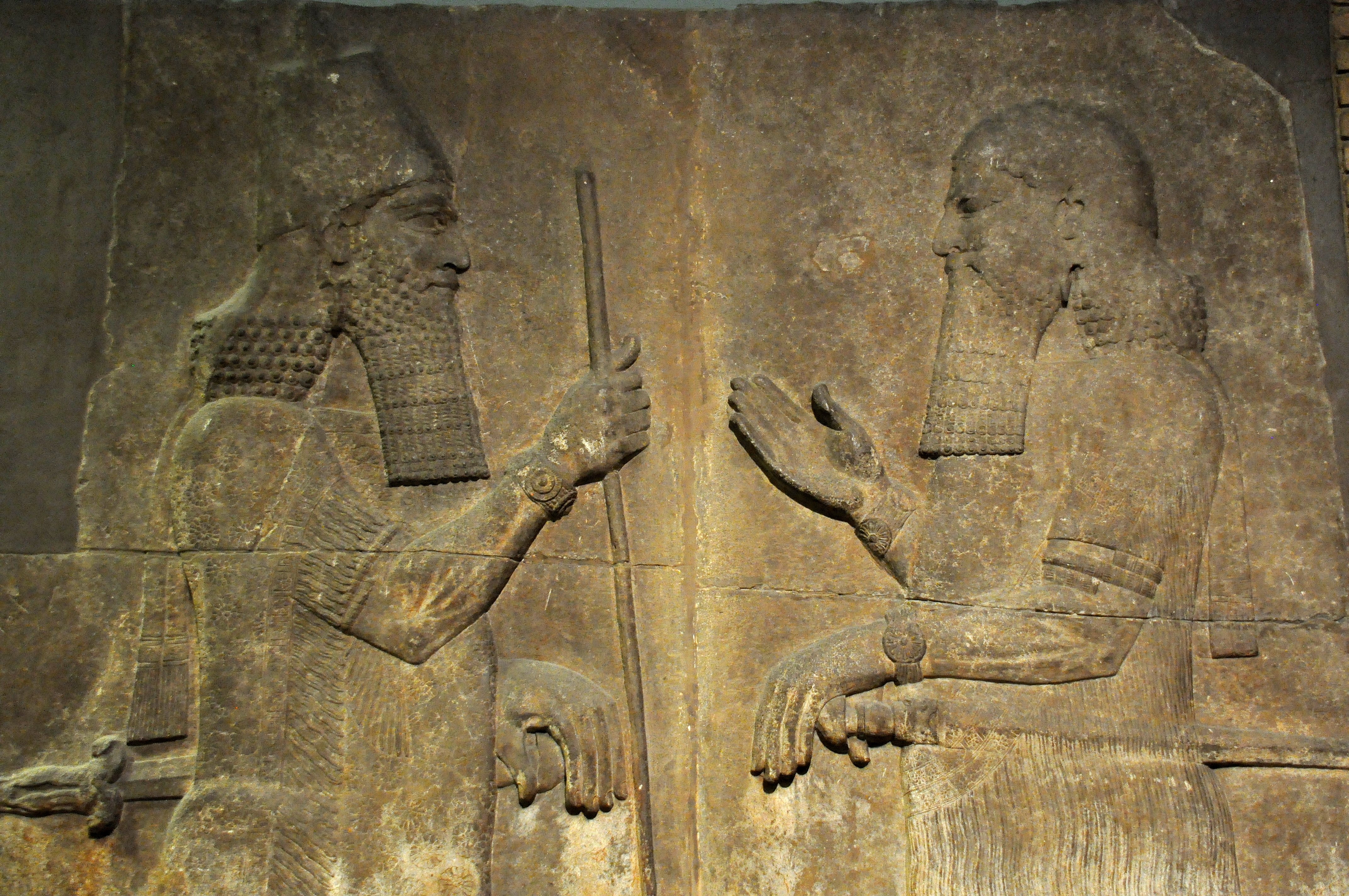
O pai de Senaqueribe, Sargão II (à esquerda) enfrentando um oficial de alto escalão, possivelmente seu príncipe herdeiro Senaqueribe

Como príncipe herdeiro, Senaqueribe exerceu o poder real com seu pai ou sozinho como um substituto enquanto Sargão estava fora em campanha. Durante as longas ausências de Sargão do centro da Assíria, a residência de Senaqueribe teria servido como o centro do governo no Império Neoassírio, com o príncipe herdeiro assumindo responsabilidades administrativas e políticas significativas. As vastas responsabilidades confiadas a Senaqueribe sugerem um certo grau de confiança entre o rei e o príncipe herdeiro. Em relevos representando Sargão e Senaqueribe, eles são retratados em discussão, aparentando ser quase iguais. Como regente, o dever principal de Senaqueribe era manter relações com governadores e generais assírios e supervisionar a vasta rede de inteligência militar do império. Sargão também o designou para receber e distribuir presentes e homenagens ao público. Depois de distribuir esses recursos financeiros, Senaqueribe enviou cartas ao pai para informá-lo de suas decisões.
Uma carta a seu pai indica que Senaqueribe o respeitava e que eles se davam bem. Ele nunca desobedeceu ao pai, e suas cartas indicam que ele conhecia Sargão bem e queria agradá-lo. Por razões desconhecidas, Sargão nunca o levou em suas campanhas militares. Elayi acredita que Senaqueribe pode ter ficado ressentido com seu pai por isso, já que ele perdeu a glória ligada às vitórias militares. Em qualquer caso, Senaqueribe nunca agiu contra Sargão ou tentou usurpar o trono, apesar de ter idade suficiente para se tornar rei.

### Assíria e Babilônia

Mapa do Oriente Próximo em, na véspera da ascensão do Império Neoassírio. O mapa mostra os antigos territórios centrais da Assíria (Assur) e da Babilônia.

Na época em que Senaqueribe se tornou rei, o Império Neoassírio havia sido a potência dominante no Oriente Próximo por mais de trinta anos, principalmente devido ao seu grande e bem treinado exército, superior ao de qualquer outro reino contemporâneo. Embora Babilônia ao sul também tenha sido um grande reino, era tipicamente mais fraco do que seu vizinho do norte durante este período, devido às divisões internas e à falta de um exército bem organizado. A população da Babilônia foi dividida em vários grupos étnicos com diferentes prioridades e ideais. Embora os antigos babilônios nativos governassem a maioria das cidades, como Quis, Ur, Uruque, Borsipa, Nipur e a própria Babilônia, as tribos caldeias lideradas por chefes que frequentemente disputavam entre si dominavam a maior parte das terras ao sul. Os arameus viviam nas periferias de terras colonizadas e eram famosos por saquear os territórios vizinhos. Por causa das lutas internas desses três grupos principais, a Babilônia freqüentemente representava um alvo atraente para as campanhas assírias. Os dois reinos competiam desde a ascensão do Médio Império Assírio no século XIV a.C., e no século VIII a.C., os assírios ganharam consistentemente a vantagem. A fraqueza interna e externa da Babilônia levou à sua conquista pelo rei assírio Tiglate-Pileser III em 729 a.C..
Durante a expansão da Assíria em um grande império, os assírios conquistaram vários reinos vizinhos, anexando-os como províncias assírias ou transformando-os em estados vassalos. Como os assírios veneravam a longa história e cultura da Babilônia, ela foi preservada como um reino pleno, seja governado por um rei-cliente designado ou pelo rei assírio em uma união pessoal. A relação entre a Assíria e a Babilônia era semelhante à relação entre a Grécia e Roma nos séculos posteriores; muito da cultura, textos e tradições da Assíria foram importados do sul. A Assíria e a Babilônia também compartilhavam a mesma língua (acádia). A relação entre a Assíria e a Babilônia era emocional em certo sentido; As inscrições neoassírias implicam o gênero dos dois países, chamando a Assíria de "marido" metafórico e a Babilônia de "esposa". Nas palavras do assiriólogo Eckart Frahm, “os assírios estavam apaixonados pela Babilônia, mas também desejavam dominá-la”. Embora Babilônia fosse respeitada como a fonte da civilização, esperava-se que permanecesse passiva em questões políticas, algo que a "noiva babilônica" da Assíria repetidamente se recusou a ser.

## Reinado

### Morte de Sargão II e sucessão

Mapa do Oriente Próximo em, mostrando a extensão do Império Neoassírio (Assur)

Em 705 a.C., Sargão, provavelmente na casa dos 60 anos, liderou o exército assírio em uma campanha contra o rei Gurdi de Tabal na Anatólia central. A campanha foi desastrosa, resultando na derrota do exército assírio e na morte de Sargão, cujo cadáver os anatólios levaram. A morte de Sargão tornou a derrota significativamente pior porque os assírios acreditavam que os deuses o haviam punido por algum delito grave do passado. Na mitologia mesopotâmica, a vida após a morte sofrida por aqueles que morreram em batalha e não foram enterrados era terrível, estando condenados a sofrer como mendigos por toda a eternidade. Senaqueribe tinha cerca de 35 anos quando ascendeu ao trono assírio em agosto de 705 a.C.. Ele tinha muita experiência em como governar o império por causa de seu longo mandato como príncipe herdeiro. Sua reação ao destino de seu pai foi se distanciar de Sargão. Frahm caracterizou a reação de Senaqueribe como "uma de negação quase completa", escrevendo que Senaqueribe "aparentemente se sentiu incapaz de reconhecer e lidar mentalmente com o que havia acontecido com Sargão". Senaqueribe imediatamente abandonou a grande nova capital de Sargão, Dur Sarruquim, e mudou a capital para Nínive. Uma das primeiras ações de Senaqueribe como rei foi reconstruir um templo dedicado ao deus Nergal, associado à morte, desastre e guerra, na cidade de Tarbisu.
Mesmo com essa negação pública em mente, Senaqueribe era supersticioso e passava muito tempo perguntando a seus adivinhos que tipo de pecado Sargão poderia ter cometido para sofrer o destino que teve, talvez considerando a possibilidade de ter ofendido as divindades de Babilônia ao assumir o controle da cidade. Um texto, embora provavelmente escrito após a morte de Senaqueribe, diz que ele proclamou que estava investigando a natureza de um "pecado" cometido por seu pai. Uma campanha menor de 704 a.C. (não mencionada nos relatos históricos posteriores de Senaqueribe), liderada pelos magnatas de Senaqueribe em vez do próprio rei, foi enviado contra Gurdi em Tabal para vingar Sargão. Senaqueribe gastou muito tempo e esforço para livrar o império das imagens de Sargão. Elevar o nível do pátio tornava invisíveis as imagens que Sargão havia criado no templo em Assur. Quando a esposa de Sargão, Atalia, morreu, ela foi enterrada às pressas e no mesmo caixão que outra mulher, a rainha do rei anterior Tiglate-Pileser. Sargão nunca é mencionado nas inscrições de Senaqueribe.

### Primeira campanha da Babilônia

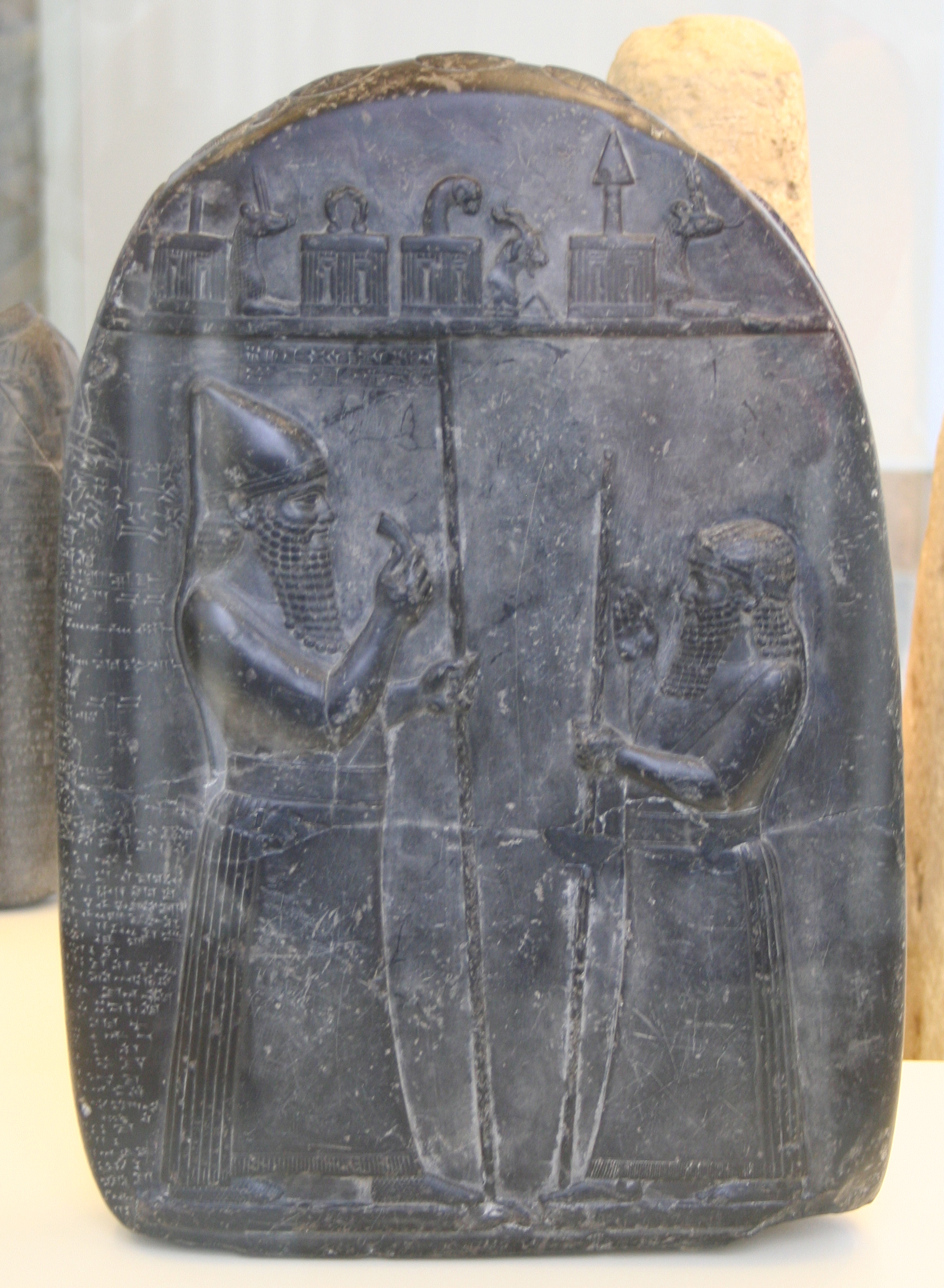
Representação do arqui-inimigo de Senaqueribe, Merodaque-Baladã II (à esquerda), rei da Babilônia 722- e 703/704- e o instigador de muitos dos conflitos posteriores de Senaqueribe

A morte de Sargão II na batalha e o desaparecimento de seu corpo inspiraram rebeliões em todo o Império Assírio. Sargão governou a Babilônia desde 710 a.C., quando derrotou o chefe tribal caldeu Merodaque-Baladã II, que assumiu o controle do sul após a morte do predecessor de Sargão Salmanaser V em 722 a.C.. Como seus predecessores imediatos, Senaqueribe assumiu os títulos de governo tanto da Assíria quanto da Babilônia quando se tornou rei, mas seu reinado na Babilônia foi menos estável. Ao contrário de Sargão e dos governantes babilônios anteriores, que se proclamaram sacanacu (lit.  "vice-reis") da Babilônia, em reverência à divindade da cidade, Marduque (que era considerado o "rei" formal da Babilônia), Senaqueribe proclamou-se explicitamente como rei da Babilônia. Além disso, ele não "pegou a mão" da estátua de Marduque, a representação física da divindade, e, portanto, não honrou o deus submetendo-se ao tradicional ritual de coroação da Babilônia.
Irritado com esse desrespeito, revoltas com um mês de diferença em 704 ou 703 a.C. derrubaram o governo de Senaqueribe no sul. Primeiro, um babilônio chamado Marduquezaquirsumi II assumiu o trono, mas Merodaque-Baladã, o mesmo senhor da guerra caldeu que havia assumido o controle da cidade uma vez antes e lutou contra o pai de Senaqueribe, o depôs após apenas dois ou quatro semanas. Merodaque-Baladã reuniu grandes porções do povo da Babilônia para lutar por ele, tanto os babilônios urbanos quanto os caldeus tribais, e também alistou tropas da civilização vizinha de Elão, no atual sudoeste do Irã. Embora reunir todas essas forças levasse tempo, Senaqueribe reagiu lentamente a esses acontecimentos, o que permitiu a Merodaque-Baladã estacionar grandes contingentes nas cidades de Cuta e Quis.
Porções do exército assírio estavam ausentes em Tabal em 704 a.C.. Como Senaqueribe pode ter considerado uma guerra em duas frentes muito arriscada, Merodaque-Baladã não foi contestado por vários meses. Em 703 a.C., depois que a expedição Tabal foi concluída, Senaqueribe reuniu o exército assírio em Assur, muitas vezes usado como ponto de reunião para campanhas contra o sul. O exército assírio, liderado pelo comandante-chefe de Senaqueribe, lançou um ataque malsucedido às forças da coalizão perto da cidade de Quis, reforçando a legitimidade da coalizão. No entanto, Senaqueribe também percebeu que as forças anti-assírias estavam divididas e liderou todo o seu exército para combater e destruir a porção do exército acampado em Cuta. Depois disso, ele se moveu para atacar o contingente em Quis, vencendo esta segunda batalha também. Temendo por sua vida, Merodaque-Baladã já havia fugido do campo de batalha. As inscrições de Senaqueribe afirmam que entre os cativos levados após a vitória estava um enteado de Merodaque-Baladã e irmão de uma rainha árabe, Iatie, que se juntou à coalizão.
Senaqueribe então marchou sobre a Babilônia. Quando os assírios apareceram no horizonte, a Babilônia abriu seus portões para ele, rendendo-se sem lutar. A cidade foi repreendida, sofrendo um pequeno saque, embora seus cidadãos tenham saído ilesos. Após um breve período de descanso na Babilônia, Senaqueribe e o exército assírio moveram-se sistematicamente pelo sul da Babilônia, onde ainda havia resistência organizada, pacificando as áreas tribais e as principais cidades. As inscrições de Senaqueribe afirmam que mais de duzentos mil prisioneiros foram feitos. Como sua política anterior de reinar como rei da Assíria e da Babilônia evidentemente havia falhado, Senaqueribe tentou outro método, nomeando um babilônio nativo que havia crescido na corte assíria, Belibni, como seu rei vassalo do sul. Senaqueribe descreveu Belibni como "um nativo da Babilônia que cresceu em meu palácio como um cachorrinho".

### Guerra no Levante
Após a guerra da Babilônia, a segunda campanha de Senaqueribe foi nas montanhas Zagros. Lá, ele subjugou os Iasubigalianos, um povo do leste do rio Tigre, e os cassitas, um povo que governou a Babilônia séculos antes. A terceira campanha de Senaqueribe, dirigida contra os reinos e cidades-estado no Levante, é muito bem documentada em comparação com muitos outros eventos no antigo Oriente Próximo e é o evento mais bem documentado na história de Israel durante o período do Primeiro Templo. Em 705 a.C., Ezequias, o rei de Judá, parou de pagar seu tributo anual aos assírios e começou a seguir uma política externa marcadamente agressiva, provavelmente inspirada pela recente onda de rebeliões anti-assírias em todo o império. Depois de conspirar com o Egito (então sob regra cuxita) e Sidequia, um rei anti-assírio da cidade de Asquelom, para angariar apoio, Ezequias atacou as cidades filisteias leais a Assíria e capturou o vassalo assírio Padi, rei de Ecrom, e prenderam em sua capital, Jerusalém. No norte do Levante, as antigas cidades vassalas assírias se reuniram em torno de Luli, o rei de Tiro e Sidom. O arqui-inimigo de Senaqueribe, Merodaque-Baladã, encorajou o sentimento anti-assírio entre alguns dos vassalos ocidentais do império. Ele se correspondeu e enviou presentes a governantes ocidentais como Ezequias, provavelmente na esperança de formar uma vasta aliança anti-assíria.
Em 701 a.C., Senaqueribe foi o primeiro a atacar as cidades siro-hititas e fenícias no norte. Como muitos governantes dessas cidades haviam feito antes e fariam novamente, Luli fugiu em vez de enfrentar a ira dos assírios, escapando de barco até estar fora do alcance de Senaqueribe. Em seu lugar, Senaqueribe proclamou um nobre de nome Etbaal como o novo rei de Sidom e seu vassalo e supervisionou a submissão de muitas das cidades vizinhas ao seu governo. Diante de um enorme exército assírio nas proximidades, muitos dos governantes do Levante, incluindo Buduilu de Amom, Camusunadebi de Moabe, Mitini de Asdode e Maliqueramu de Edom, rapidamente se submeteu a Senaqueribe para evitar retaliação.
A resistência no sul do Levante não foi tão facilmente suprimida, forçando Senaqueribe a invadir a região. Os assírios começaram tomando Asquelom e derrotando Sidequia. Eles então sitiaram e tomaram várias cidades. Enquanto os assírios se preparavam para retomar Ecrom, o aliado de Ezequias, o Egito, interveio no conflito. Os assírios derrotaram a expedição egípcia em uma batalha perto da cidade de Elteque. Eles tomaram as cidades de Ecrom e Timnate e Judá ficou sozinho, com Senaqueribe voltando seus olhos para Jerusalém. Enquanto uma parte das tropas de Senaqueribe se preparava para bloquear Jerusalém, o próprio Senaqueribe marchou sobre a importante cidade de Laquis, na Judéia. Tanto o bloqueio de Jerusalém quanto o cerco de Laquis provavelmente impediu que mais ajuda egípcia chegasse a Ezequias e intimidou os reis de outros estados menores da região. O cerco de Laquis, que terminou com a destruição da cidade, foi tão demorado que os defensores acabaram usando pontas de flechas feitas de osso em vez de metal, que haviam se esgotado. Para tomar a cidade, os assírios construíram um grande monte de cerco, uma rampa feita de terra e pedra, para chegar ao topo das muralhas de Laquis. Depois de destruir a cidade, os assírios deportaram os sobreviventes para o Império Assírio, forçando alguns deles a trabalhar nos projetos de construção de Senaqueribe e outros a servir na guarda pessoal do rei.

### Senaqueribe às portas de Jerusalém

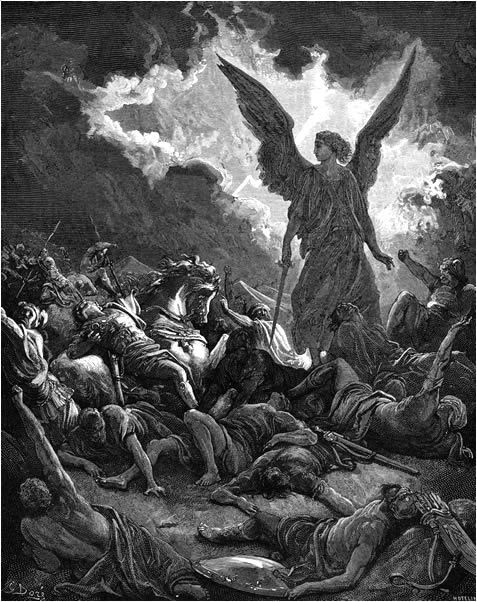
Xilogravura do século 19 por Gustave Doré retratando a narrativa bíblica de um anjo destruindo o exército de Senaqueribe fora de Jerusalém

O relato de Senaqueribe sobre o que aconteceu em Jerusalém começa com "Quanto a Ezequias [...] como um pássaro enjaulado, fechei sua cidade real em Jerusalém. Barricou-o com postos avançados e, ao sair do portão de sua cidade, tornei tabu para ele". Como tal, Jerusalém foi bloqueada de alguma forma, embora a falta de atividades militares massivas e equipamento apropriado significasse que provavelmente não era um cerco total. De acordo com a narrativa bíblica, um alto oficial assírio com o título de Rabsaqué ficou em frente às muralhas da cidade e exigiu sua rendição, ameaçando que os judeus 'comessem fezes e bebessem urina' durante o cerco. Embora o relato assírio da operação possa levar alguém a acreditar que Senaqueribe estava presente pessoalmente, isso nunca é explicitamente declarado e os relevos que retratam a campanha mostram Senaqueribe sentado em um trono em Laquis em vez de supervisionar os preparativos para um ataque a Jerusalém. De acordo com o relato bíblico, os enviados assírios a Ezequias voltaram a Senaqueribe para encontrá-lo em uma luta contra a cidade de Libna.
O relato do bloqueio erguido em torno de Jerusalém é diferente dos cercos descritos nos anais de Senaqueribe e dos enormes relevos no palácio de Senaqueribe em Nínive, que retratam o cerco bem-sucedido de Laquis em vez dos eventos em Jerusalém. Embora o bloqueio de Jerusalém não tenha sido um cerco adequado, está claro por todas as fontes disponíveis que um grande exército assírio estava acampado nas proximidades da cidade, provavelmente em seu lado norte. Embora seja claro que o bloqueio de Jerusalém terminou sem lutas significativas, como foi resolvido e o que impediu o enorme exército de Senaqueribe de dominar a cidade é incerto. O relato bíblico do fim do ataque de Senaqueribe a Jerusalém afirma que, embora os soldados de Ezequias guarnecessem os muros da cidade, prontos para defendê-la contra os assírios, uma entidade conhecida como o anjo destruidor, enviado por Javé, aniquilou o exército de Senaqueribe, matando 185.000 soldados assírios em frente aos portões de Jerusalém. O antigo historiador grego Heródoto descreve a operação como uma falha assíria devido a uma "multidão de ratos-do-campo" descendo sobre o acampamento assírio, devorando material crucial como aljavas e cordas de arco, deixando os assírios desarmados e fazendo-os fugir. É possível que a história da infestação de ratos seja uma alusão a algum tipo de doença que atinge os assírios no acampamento, possivelmente a peste septicêmica. Uma hipótese alternativa avançou pela primeira vez pelo jornalista Henry T. Aubin em 2001, é que o bloqueio de Jerusalém poderia ter sido levantada através da intervenção de um exército cuxita do Egito. A batalha é considerada improvável, sendo que tenha sido uma derrota assíria total, especialmente porque as crônicas babilônicas contemporâneas, de outra forma ansiosas para mencionar os fracassos assírios, silenciam sobre o assunto.
Apesar do fim aparentemente inconclusivo do bloqueio de Jerusalém, a campanha levantina foi em grande parte uma vitória assíria. Depois que os assírios tomaram muitas das cidades fortificadas mais importantes de Judá e destruíram várias cidades e vilarejos, Ezequias percebeu que suas atividades anti-assírias haviam sido desastrosos cálculos militares e políticos e, como tal, foi submetido aos assírios mais uma vez. Ele foi forçado a pagar um tributo mais pesado do que antes, provavelmente junto com uma penalidade pesada e o tributo que ele falhou em enviar a Nínive de 705 a 701 a.C.. Ele também foi forçado a libertar o rei preso de Ecrom, Padi, e Senaqueribe concedeu porções substanciais das terras de Judá aos reinos vizinhos de Gaza, Asdode e Ecrom.

### Resolver o problema da Babilônia

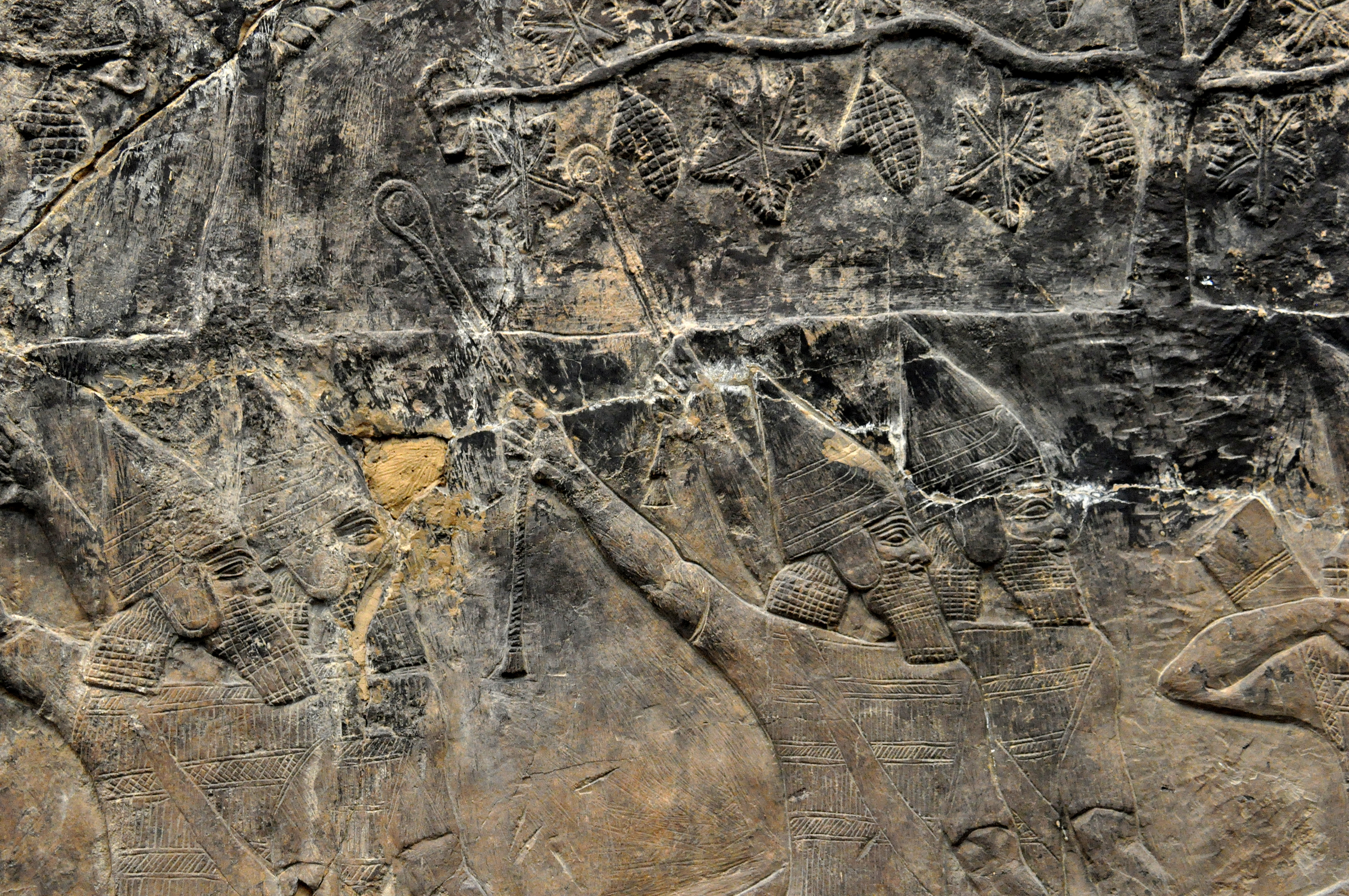
Relevo do reinado de Senaqueribe retratando fundeiros assírios atirando pedras contra uma cidade inimiga

Por volta de 700 a.C., a situação na Babilônia mais uma vez se deteriorou a tal ponto que Senaqueribe teve que invadir e reafirmar seu controle. Belibni agora enfrentava as revoltas abertas de dois líderes tribais: Suzubu (que mais tarde se tornou rei da Babilônia sob o nome de Musezibe-Marduque) e Merodaque-Baladã, agora um homem idoso. Uma das primeiras medidas de Senaqueribe foi remover Belibni do trono da Babilônia, seja por incompetência ou cumplicidade, e ele foi levado de volta à Assíria, após o que ele não foi mais ouvido nas fontes. Os assírios procuraram nos pântanos do norte da Babilônia na tentativa de encontrar e capturar Suzubu, mas não conseguiram. Senaqueribe então caçou Merodaque-Baladã, uma caça tão intensa que os caldeus escaparam em barcos com seu povo pelo Golfo Pérsico, refugiando-se na cidade elamita de Naguitu. Vitorioso, Senaqueribe tentou outro método para governar a Babilônia e nomeou seu filho Assurnadinsumi para reinar como rei vassalo da Babilônia.
Assurnadinsumi também foi intitulado māru rēštû, um título que poderia ser interpretado como o "filho preeminente" ou o "filho primogênito". Sua nomeação como rei da Babilônia e o novo título sugerem que Assurnadinsumi estava sendo preparado para suceder Senaqueribe como rei da Assíria após sua morte. Se māru rēštû significa "preeminente", tal título caberia apenas ao príncipe herdeiro, e se significa "primogênito", isso também sugere que Assurnadinsumi era o herdeiro. Na maioria dos casos, os assírios seguiram o princípio da primogenitura, em que o filho mais velho herda. Mais evidências a favor de Assurnadinsumi ser o príncipe herdeiro é a construção de Senaqueribe de um palácio para ele na cidade de Assur, algo que Senaqueribe também faria pelo príncipe herdeiro Assaradão. Como um rei assírio da Babilônia, a posição de Assurnadinsumi era politicamente importante e altamente delicada e teria garantido a ele uma experiência valiosa como o herdeiro de todo o Império Neoassírio.
Nos anos que se seguiram, a Babilônia permaneceu relativamente quieta, sem crônicas registrando qualquer atividade significativa.  Nesse ínterim, Senaqueribe fez campanha em outro lugar. Sua quinta campanha em 699 a.C. envolveu uma série de ataques contra as aldeias ao redor do sopé do Monte Judi, localizado a nordeste de Nínive. Os generais de Senaqueribe lideraram outras pequenas campanhas sem a presença do rei, incluindo uma expedição de 698 a.C. contra Quirua, um governador assírio que se revoltou na Cilícia e uma campanha de 695 a.C. contra a cidade de Tegarama. Em 694 a.C., Senaqueribe invadiu Elam, com o objetivo explícito da campanha de erradicar Merodaque-Baladã e os outros refugiados caldeus.

### A campanha elamita e vingança
Em preparação para seu ataque a Elão, Senaqueribe reuniu duas grandes frotas no Eufrates e no Tigre. Esta última frota foi então usada para transportar o exército assírio até a cidade de Ópis, onde os navios foram puxados para terra e transportados por terra até um canal que ligava o Eufrates. As duas frotas então se combinaram em uma e continuaram descendo até o Golfo Pérsico. Na ponta do Golfo Pérsico, uma tempestade inundou o acampamento assírio e os soldados assírios tiveram que se refugiar em seus navios. Eles então navegaram através do Golfo Pérsico, uma jornada que as inscrições de Senaqueribe indicam que foi difícil, pois repetidos sacrifícios foram feitos a Ea, o deus das profundezas.
Aterrissando com sucesso na costa elamita, os assírios caçaram e atacaram os refugiados caldeus, algo que as fontes babilônicas e assírias afirmam ter funcionado bem para os assírios. O relato de Senaqueribe sobre a campanha descreve o caso como uma "grande vitória" e lista várias cidades tomadas e saqueadas pelo exército assírio. Embora Senaqueribe finalmente tenha se vingado de Merodaque-Baladã, seu arqui-inimigo não viveu para vê-lo, tendo morrido de causas naturais antes de os assírios desembarcarem em Elão. A guerra então tomou um rumo inesperado quando o rei de Elão, Halutus-Insusinaque, aproveitou o fato de o exército assírio estar tão longe de casa para invadir a Babilônia. Com a ajuda das tropas caldeus sobreviventes, Halutus-Insusinaque tomou a cidade de Sipar, onde ele também conseguiu capturar Assurnadinsumi e levá-lo de volta para Elão. Assurnadinsumi nunca mais se ouviu falar dele, provavelmente tendo sido executado. No lugar de Assurnadinsumi, um nativo da Babilônia, Nergalusezibe, tornou-se o rei da Babilônia. Registros da Babilônia atribuem a ascensão de Nergalusezibe ao poder a ser nomeado por Halutus-Insusinaque, enquanto os registros da Assíria afirmam que ele foi escolhido pelos próprios babilônios.
O exército assírio, agora cercado pelos elamitas no sul da Babilônia, conseguiu matar o filho de Halutus-Insusinaque em uma escaramuça, mas permaneceu preso por pelo menos nove meses. Desejando consolidar sua posição como rei, Nergalusezibe aproveitou a situação e capturou e saqueou a cidade de Nipur. Alguns meses depois, os assírios atacaram e capturaram a cidade de Uruque, no sul. Nergalusezibe ficou assustado com este desenvolvimento e pediu ajuda aos elamitas. Apenas sete dias depois de tomar Uruque, os assírios e babilônios se encontraram na batalha em Nipur, onde os assírios obtiveram uma vitória decisiva; derrotando o exército elamita-babilônico e capturando Nergalusezibe, finalmente livre de sua posição aprisionada no sul. Por algum meio desconhecido, Senaqueribe conseguiu escapar das forças babilônicas e elamitas sem ser detectado alguns meses antes e não estava presente na batalha final, em vez disso, provavelmente estava a caminho da Assíria com tropas adicionais. Depois que ele voltou ao exército do sul, a guerra com a Babilônia já estava vencida.
Logo depois disso, uma revolta eclodiu em Elão, que viu a deposição de Halutus-Insusinaque e a ascensão de Cutir-Nacunte IV ao trono. Determinado a acabar com a ameaça de Elão, Senaqueribe retomou a cidade de Der, ocupada por Elam durante o conflito anterior, e avançou para o norte de Elam. Cutir-Nacunte não conseguiu organizar uma defesa eficiente contra os assírios e recusou-se a combatê-los, fugindo para a cidade montanhosa de Haidalu. Pouco depois, o mau tempo obrigou Senaqueribe a recuar e voltar para casa.

### Destruição da Babilônia

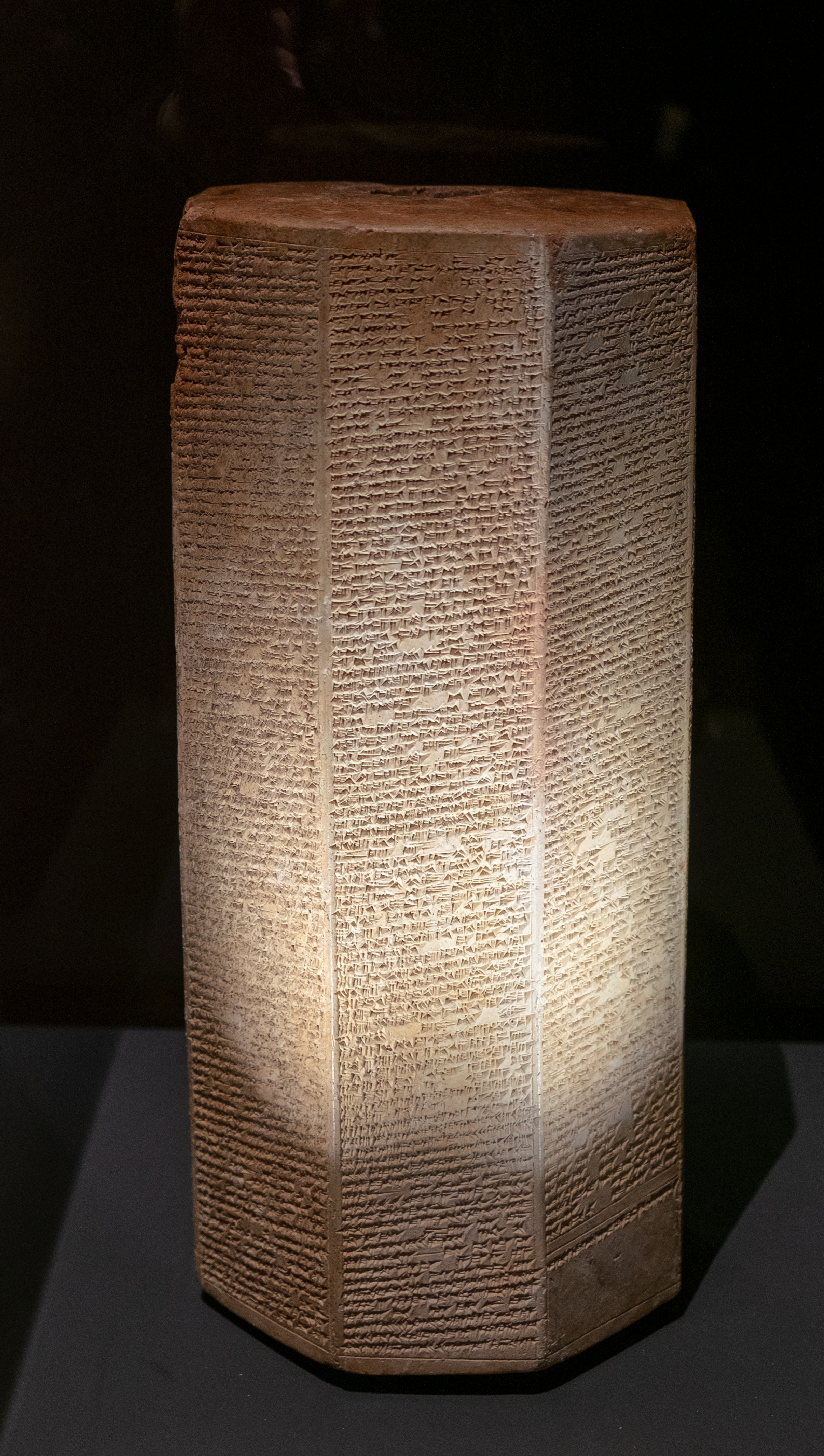
Prisma de Senaqueribe, contendo registros de suas campanhas militares, culminando com a destruição da Babilônia

Apesar da derrota de Nergalusezibe e da fuga dos elamitas, a Babilônia não se rendeu a Senaqueribe. O rebelde Suzubu, caçado por Senaqueribe em sua invasão ao sul de 700 a.C., ressurgiu sob o nome de Musezibe-Marduque e, aparentemente sem apoio estrangeiro, ascendeu ao trono da Babilônia. Como ele era rei em 692 a.C., mas não descrito nas fontes assírias como "revoltante" até 691 a.C., é possível que seu governo tenha sido inicialmente aceito por Senaqueribe. Houve também uma mudança no governo de Elão, onde Cutir-Nacunte IV foi deposto em favor de Humbã-Numena III (também conhecido como Menanu), que começou a reunir a coalizão anti-assíria mais uma vez. Musezibe-Marduque garantiu o apoio de Humbã-Numena subornando-o. Os registros assírios consideraram a decisão de Humbã-Numena de apoiar a Babilônia como sendo pouco inteligente, descrevendo-o como um "homem sem qualquer senso ou julgamento".
Senaqueribe enfrentou seus inimigos em uma batalha perto da cidade de Halula. Humbã-Numena e seu comandante, Humbanundacha, lideraram as forças babilônicas e elamitas. O resultado da Batalha de Halula não é claro, pois os registros de ambos os lados afirmam uma grande vitória. Senaqueribe afirma em seus anais que Humbanundacha foi morto e que os reis inimigos fugiram para salvar suas vidas, enquanto as crônicas babilônicas afirmam que foram os assírios que recuaram. Se a batalha foi uma vitória do sul, o revés enfrentado pelos assírios teria que ser menor, já que a Babilônia estava sitiada no final do verão de 690 a.C. (e aparentemente já estava sitiada há algum tempo). Os assírios não marcharam imediatamente para a Babilônia, pois as ações militares foram registradas em outros lugares. Em 1973, o assiriólogo John A. Brinkman escreveu que era provável que os sulistas tivessem vencido a batalha, embora provavelmente sofrendo muitas baixas, já que ambos os inimigos de Senaqueribe ainda permaneceram em seus respectivos tronos após a luta. Em 1982, o assiriólogo Louis D. Levine escreveu que a batalha foi provavelmente uma vitória assíria, embora não decisiva e que, embora os sulistas tivessem sido derrotados e fugido, o avanço assírio sobre a própria Babilônia foi temporariamente interrompido. O desvio do exército assírio de seu curso poderia então ser interpretado pelos cronistas babilônios como uma retirada assíria.
Em 690 a.C., Humbã-Numena sofreu um derrame e sua mandíbula travou de uma forma que o impediu de falar. Tirando vantagem da situação, Senaqueribe embarcou em sua campanha final contra a Babilônia. Embora os babilônios tenham tido sucesso inicialmente, isso durou pouco e, no mesmo ano, o cerco à Babilônia já estava em andamento. É provável que a Babilônia estivesse em uma posição ruim ao cair para Senaqueribe em 689 a.C., tendo sido sitiada por mais de quinze meses. Embora Senaqueribe uma vez tenha considerado ansiosamente as implicações da tomada da Babilônia por Sargão e o papel que os deuses ofendidos da cidade podem ter desempenhado na queda de seu pai, sua atitude em relação à cidade havia mudado por volta de 689 a.C.. Por fim, Senaqueribe decidiu destruir a Babilônia. Brinkman acreditava que a mudança de atitude de Senaqueribe veio de uma vontade de vingar seu filho e do cansaço de uma cidade bem dentro das fronteiras de seu império se rebelando repetidamente contra seu governo. De acordo com Brinkman, Senaqueribe pode ter perdido a afeição que ele tinha pelos deuses da Babilônia porque eles inspiraram seu povo a atacá-lo. O próprio relato de Senaqueribe sobre a destruição diz:
Para minha terra, carreguei vivo Musezibe-Marduque, rei da Babilônia, junto com sua família e oficiais. Contei a riqueza daquela cidade - prata, ouro, pedras preciosas, propriedades e bens - nas mãos de meu povo; e eles o tomaram como seu. As mãos do meu povo agarraram os deuses que moravam ali e os esmagaram; eles tomaram suas propriedades e bens. Destruí a cidade e suas casas, da fundação ao parapeito; Eu os arrasei e queimei. Destruí os tijolos e o barro da parede externa e interna da cidade, dos templos e do zigurate; e joguei no canal Aratu. Cavei canais no meio daquela cidade, enchi-a de água, fiz desaparecer os seus alicerces e destruí-a mais completamente do que uma inundação devastadora. Para que seja impossível nos dias futuros reconhecer o local daquela cidade e seus templos, dissolvi-o totalmente com água e o transformei em terra inundada.
Embora Senaqueribe tenha destruído a cidade, ele parece ainda ter um pouco de medo dos deuses antigos da Babilônia. No início de seu relato da campanha, ele menciona especificamente que os santuários das divindades babilônicas forneceram apoio financeiro a seus inimigos. A passagem que descreve a apreensão da propriedade dos deuses e a destruição de algumas de suas estátuas é uma das poucas em que Senaqueribe usa "meu povo" em vez de "eu". Brinkman interpretou isso em 1973 como deixando a culpa do destino dos templos não pessoalmente no próprio Senaqueribe, mas nas decisões tomadas pelo pessoal do templo e nas ações do povo assírio.
Durante a destruição da cidade, Senaqueribe destruiu os templos e as imagens dos deuses, exceto a de Marduque, que levou para a Assíria. Isso causou consternação na própria Assíria, onde Babilônia e seus deuses eram tidos em alta estima. Senaqueribe tentou justificar suas ações para seus próprios conterrâneos por meio de uma campanha de propaganda religiosa. Entre os elementos desta campanha, ele encomendou um mito no qual Marduque foi levado a julgamento diante de Assur, o deus da Assíria. Este texto é fragmentário, mas parece que Marduque foi considerado culpado de alguma ofensa grave. Senaqueribe descreveu sua derrota dos rebeldes babilônios na linguagem do mito da criação babilônica, identificando Babilônia com a deusa-demônio do mal Tiamate e ele mesmo com Marduque. Assur substituiu Marduque no festival de Ano Novo, e no templo do festival ele colocou uma pilha simbólica de entulho da Babilônia. Na Babilônia, a política de Senaqueribe gerou um ódio profundo entre grande parte da população.
O objetivo de Senaqueribe era a erradicação completa da Babilônia como entidade política. Embora alguns territórios do norte da Babilônia tenham se tornado províncias assírias, os assírios não fizeram nenhum esforço para reconstruir a própria Babilônia, e as crônicas do sul da época referem-se à época como o período "sem rei", quando não havia rei na terra.

### Renovação de Nínive
Após a guerra final com a Babilônia, Senaqueribe dedicou seu tempo para melhorar sua nova capital em Nínive, em vez de embarcar em grandes campanhas militares. Nínive foi uma cidade importante no norte da Mesopotâmia por milênios. Os vestígios mais antigos de ocupação humana em sua localização datam do sétimo milênio a.C. e a partir do quarto milênio a.C. ela formou um importante centro administrativo no norte. Quando Senaqueribe fez da cidade sua nova capital, ela experimentou um dos projetos de construção mais ambiciosos da história antiga, tendo sido completamente transformada do estado um tanto negligenciado em que estava antes de seu reinado. Enquanto a nova capital de seu pai, Dur Sarruquim, era mais ou menos uma imitação da capital anterior, Nimrud, Senaqueribe pretendia fazer de Nínive uma cidade cuja magnificência e tamanho surpreendessem o mundo civilizado.
As primeiras inscrições que discutem o projeto de construção em Nínive datam de 702 a.C. e dizem respeito à construção do Palácio do Sudoeste, uma grande residência construída na parte sudoeste da cidadela. Senaqueribe chamou este palácio de ekallu ša šānina la išu, o "Palácio sem Rival". Durante o processo de construção, um palácio menor foi demolido, um fluxo de água que estava erodindo partes do monte do palácio foi redirecionado e um terraço onde o novo palácio deveria se erguer foi erguido e elevado à altura de 160 camadas de tijolos. Embora muitas dessas primeiras inscrições falem sobre o palácio como se já estivesse concluído, essa era a maneira padrão de escrever sobre projetos de construção na antiga Assíria. A Nínive descrita nos primeiros relatos de Senaqueribe sobre sua renovação era uma cidade que naquele momento só existia em sua imaginação.
Por volta de 700 a.C., as paredes da sala do trono do Palácio do Sudoeste estavam sendo construídas, seguidas logo pelos muitos relevos a serem exibidos dentro dela. A etapa final na construção do palácio foi a ereção de estátuas colossais representando touros e leões, características da arquitetura assíria tardia. Embora tais estátuas de pedra tenham sido escavadas em Nínive, estátuas colossais semelhantes mencionadas nas inscrições como sendo feitas de metais preciosos permanecem ausentes. O telhado do palácio foi construído com cipreste e cedro recuperado das montanhas no oeste, e o palácio foi iluminado por várias janelas e decorado com pinos de prata e bronze por dentro e tijolos vitrificados por fora. A estrutura completa, passando pelo monte em que foi construída, media 450 m (1 480 ft) de comprimento e 220 m (722 ft) de largura. Uma inscrição em um leão de pedra no bairro associado à rainha de Senaqueribe, Tasmetu-Sarrate, contém esperanças de que o rei e a rainha viveriam com saúde e por muito tempo dentro do novo palácio. O texto da inscrição, escrito de uma forma incomumente íntima, diz:
E para a rainha Tasmetu-Sarrate, minha amada esposa, cujas feições Beletili tornaram mais belas do que todas as outras mulheres, eu construí um palácio de amor, alegria e prazer. [...] Pela ordem de Assur, pai dos deuses, e rainha celestial Istar, possamos ambos viver muito com saúde e felicidade neste palácio e desfrutar do bem-estar ao máximo!
Embora provavelmente concebido como uma estrutura como o palácio construído por Sargão em Dur Sarruquim, o palácio de Senaqueribe, e especialmente a obra de arte nele apresentada, mostra algumas diferenças. Embora os relevos de Sargão geralmente mostrem o rei tão próximo de outros membros da aristocracia assíria, a arte de Senaqueribe geralmente retrata o rei se elevando acima de todos os outros em sua vizinhança por estar montado em uma carruagem. Seus relevos mostram cenas maiores, algumas quase do ponto de vista panorâmico. Existem também exemplos de uma abordagem mais naturalista na arte; onde estátuas colossais de touros do palácio de Sargão os retratam com cinco pernas, de modo que quatro pernas podem ser vistas de cada lado e duas de frente, os touros de Senaqueribe têm quatro pernas. Senaqueribe construiu belos jardins em seu novo palácio, importando várias plantas e ervas de todo o seu império e além. As plantas de algodão podem ter sido importadas de lugares distantes como a Índia. Alguns sugerem que os famosos Jardins Suspensos da Babilônia, uma das Sete Maravilhas do Mundo Antigo, eram na verdade esses jardins em Nínive. Eckhart Frahm considera essa ideia improvável por causa dos impressionantes jardins reais na própria Babilônia.
Além do palácio, Senaqueribe supervisionou outros projetos de construção em Nínive. Ele construiu um grande segundo palácio no monte sul da cidade, que servia como um arsenal para armazenar equipamentos militares e como alojamentos permanentes para parte do exército permanente assírio. Inúmeros templos foram construídos e restaurados, muitos deles no monte Cuiunjique (onde ficava o Palácio do Sudoeste), incluindo um templo dedicado ao deus Sîn (invocado em nome do próprio rei). Senaqueribe também expandiu maciçamente a cidade para o sul e ergueu novas muralhas, cercadas por um fosso, de até 25 m (82,0 ft) de altura e 15 m (49,2 ft) de espessura.

### Conspiração, assassinato e sucessão

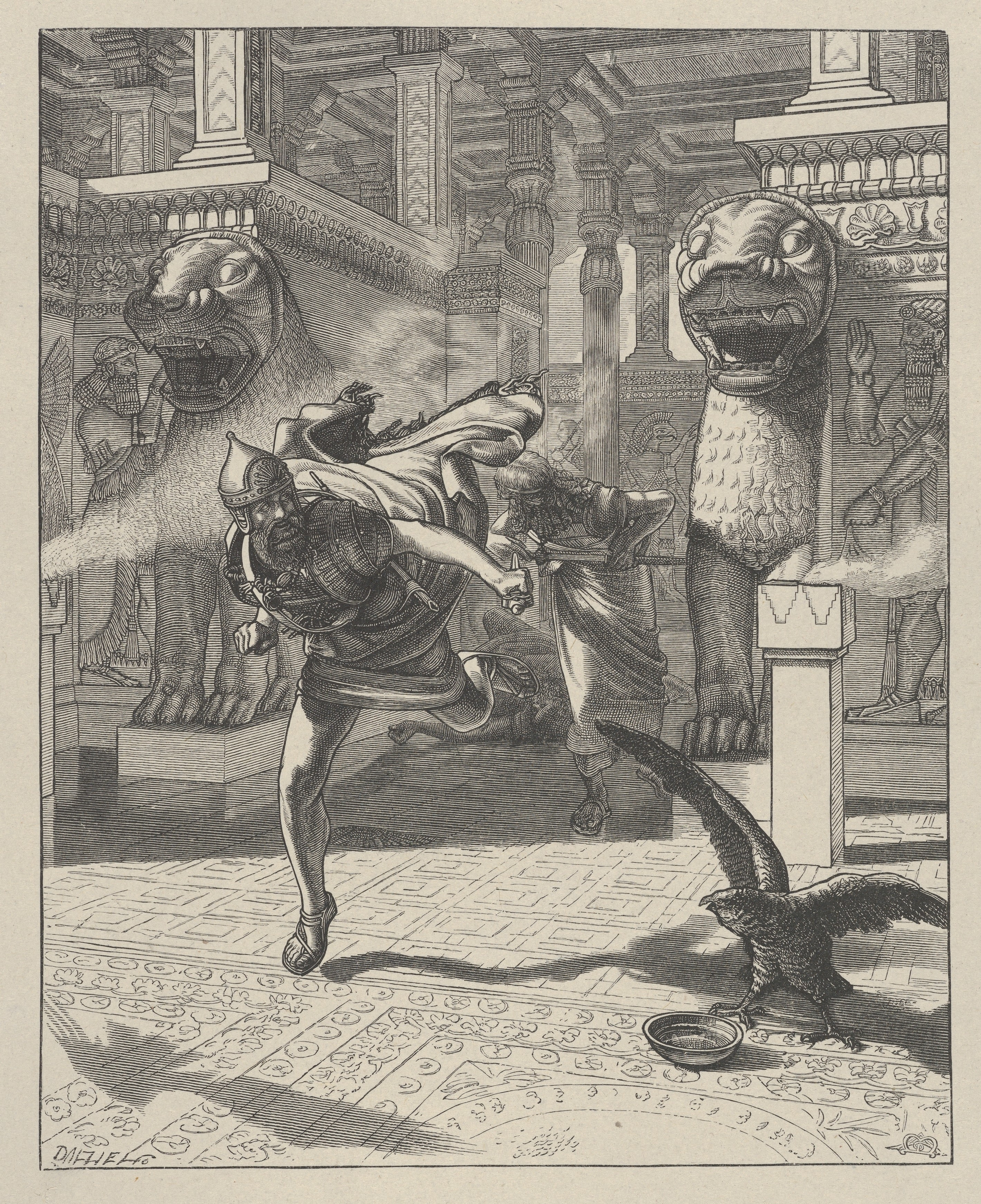
The Flight of Adrammelech, ilustração da Galeria da Bíblia de Dalziel (1881), retratando Arda-Mulissu e Nabusarusur escapando após assassinar seu pai Senaqueribe

Quando seu filho mais velho e príncipe herdeiro original, Assurnadinsumi, desapareceu, presumivelmente executado, Senaqueribe selecionou seu filho mais velho sobrevivente, Arda-Mulissu, como o novo príncipe herdeiro. Arda-Mulissu ocupou a posição de herdeiro aparente por vários anos até 684 a.C., quando Senaqueribe repentinamente o substituiu por seu irmão mais novo, Assaradão. A razão para a repentina demissão de Arda-Mulissu é desconhecida, mas está claro pelas inscrições contemporâneas que ele ficou muito desapontado. A influente mãe de Assaradão, Naquia, pode ter desempenhado um papel em convencer Senaqueribe a escolher Assaradão como herdeiro. Apesar de sua demissão, Arda-Mulissu permaneceu uma figura popular, e alguns vassalos secretamente o apoiavam como o herdeiro do trono.
Senaqueribe forçou Arda-Mulissu a jurar lealdade a Assaradão, mas Arda-Mulissu fez muitos apelos a seu pai para readmiti-lo como herdeiro. Senaqueribe notou a popularidade crescente de Arda-Mulissu e começou a temer por seu sucessor designado, então ele enviou Assaradão para as províncias ocidentais. O exílio de Assaradão colocou Arda-Mulissu em uma posição difícil, pois ele havia atingido o auge de sua popularidade, mas era impotente para fazer qualquer coisa a seu irmão. Para aproveitar a oportunidade, Arda-Mulissu decidiu que precisava agir rapidamente e assumir o trono à força. Ele concluiu um "tratado de rebelião" com outro de seus irmãos mais novos, Nabusarusur, e em 20 de outubro de 681 a.C., eles atacaram e mataram seu pai em um dos templos de Nínive, possivelmente aquele dedicado a Sim.
O assassinato de Senaqueribe, governante de um dos impérios mais fortes do mundo na época, chocou seus contemporâneos. Pessoas em todo o Oriente Médio receberam a notícia com fortes emoções e sentimentos confusos. Os habitantes do Levante e da Babilônia comemoraram a notícia e proclamaram o ato como punição divina por causa das campanhas brutais de Senaqueribe contra eles, enquanto na Assíria a reação provavelmente foi de ressentimento e horror. Muitas fontes registrou o evento, incluindo a Bíblia (II Reis 19:37; Isaías 37:38), onde Arda-Mulissu é chamado Adrameleque.
Apesar do sucesso de sua conspiração, Arda-Mulissu não conseguiu tomar o trono. O assassinato do rei causou algum ressentimento contra ele por seus próprios partidários, o que atrasou sua coroação potencial e, nesse ínterim, Assaradão havia levantado um exército. O exército levantado por Arda-Mulissu e Nabusarusur encontrou as forças de Assaradão em Hanigalbate, uma região nas partes ocidentais do império. Lá, a maioria de seus soldados desertou e se juntou a Assaradão, que então marchou sobre Nínive sem oposição, tornando-se o novo rei da Assíria. Pouco depois de assumir o trono, Assaradão executou todos os conspiradores e inimigos políticos ao seu alcance, incluindo as famílias de seus irmãos. Todos os servos envolvidos com a segurança do palácio real em Nínive foram executados. Arda-Mulissu e Nabusarusur sobreviveram a esse expurgo, fugindo como exilados para o reino de Urartu, no norte.

## Família e filhos

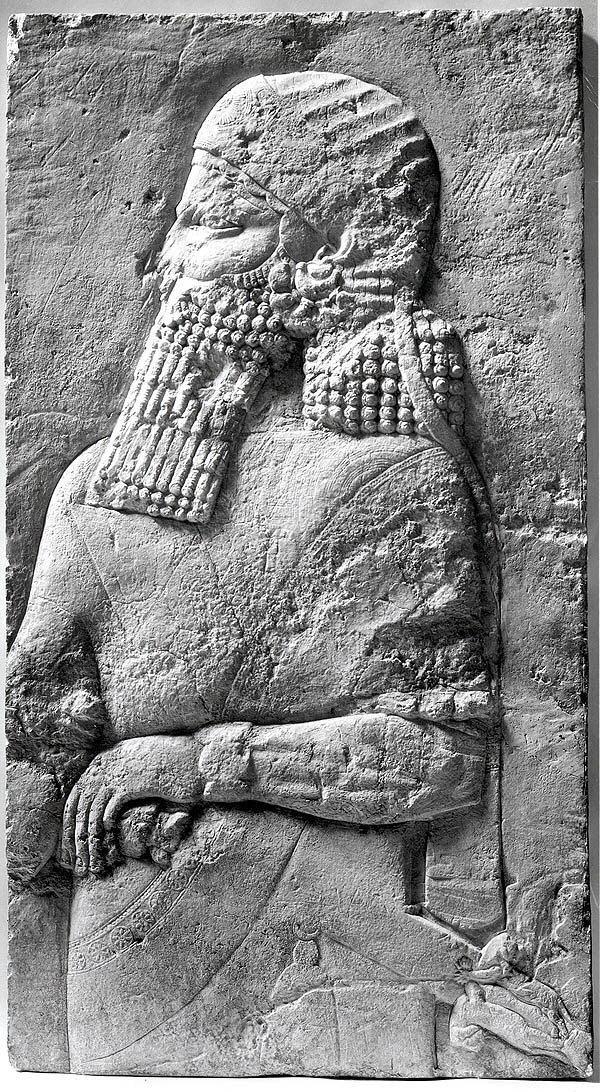
Estela com a representação de um príncipe herdeiro assírio. Datado do reinado de Senaqueribe, pode representar Assurnadinsumi, Arda-Mulissu ou Assaradão.

Como era tradicional para os reis assírios, Senaqueribe tinha um harém de muitas mulheres. Duas de suas esposas são conhecidas pelo nome - Tasmetu-Sarrate (em acádio: Tašmetu-šarrat) e Naquia. Se ambas ocupavam a posição de rainha é incerto, mas fontes contemporâneas sugerem que embora a família do rei incluísse várias mulheres, apenas uma de cada vez seria reconhecida como rainha e consorte primária. Durante a maior parte do reinado de Senaqueribe, a rainha foi Tasmetu-Sarrate, cujo nome significa literalmente "Tasmetum é rainha". As inscrições sugerem que Senaqueribe e Tasmetu-Sarrate tiveram um relacionamento amoroso, com o rei se referindo a ela como "minha amada esposa" e elogiando publicamente sua beleza.
Se Naquia já teve o título de rainha, não está claro. Ela foi referida como a "rainha-mãe" durante o reinado de Assaradão, mas como ela era a mãe de Assaradão, o título pode ter sido concedido a ela no final do reinado de Senaqueribe ou por Assaradão. Embora Tasmetu-Sarrate tenha sido a consorte primária por mais tempo, Naquia é mais conhecida hoje por seu papel durante o reinado de Assaradão. Quando ela se tornou uma das esposas de Senaqueribe, ela adotou o nome acádio Zakûtu (Naquia é um nome aramaico). Ter dois nomes pode indicar que Naquia nasceu fora da Assíria propriamente dita - possivelmente na Babilônia ou no Levante - mas não há evidências substanciais de qualquer teoria a respeito de sua origem.

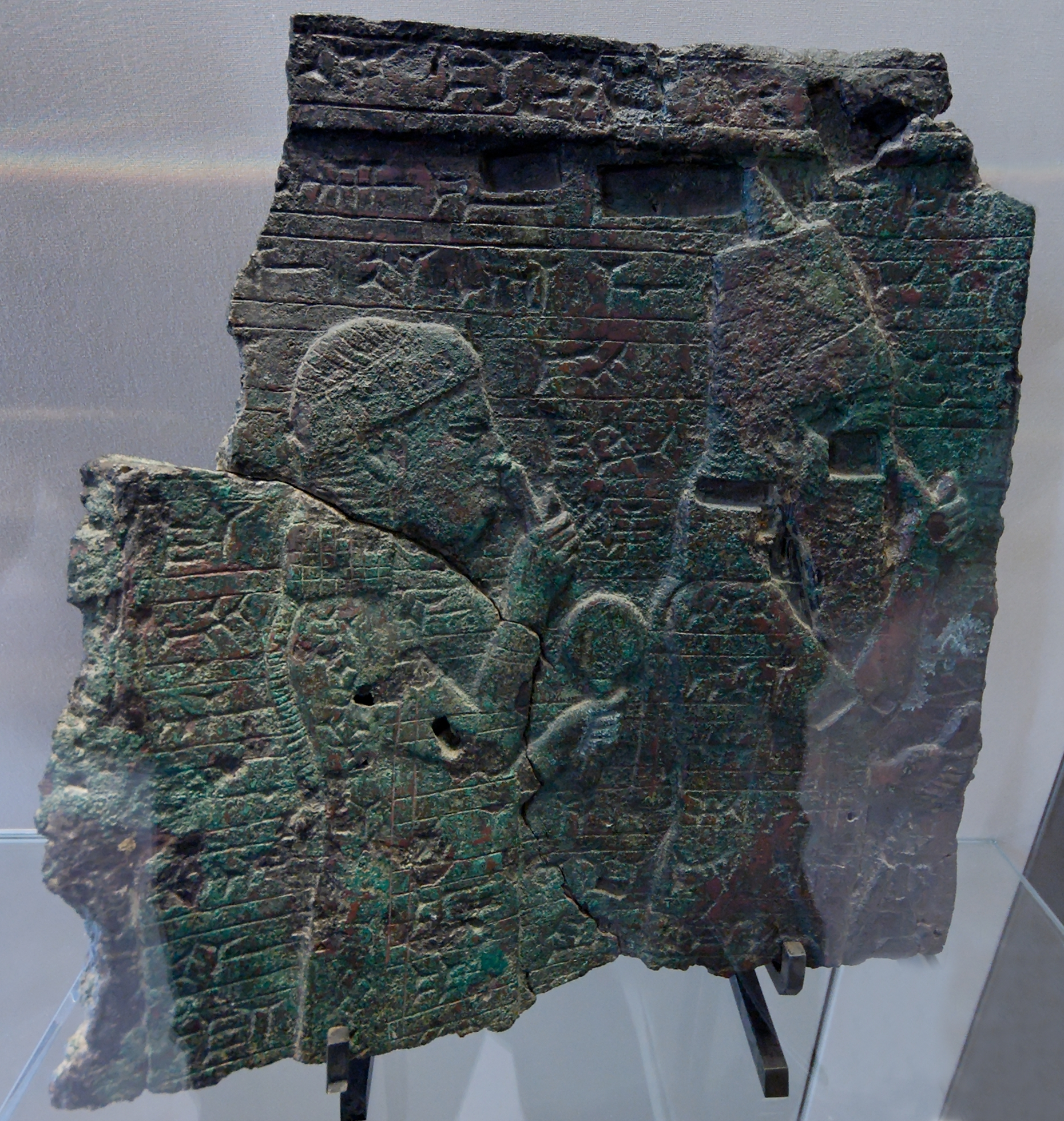
Relevo retratando o filho e sucessor de Senaqueribe, Assaradão (à direita) e a mãe de Assaradão (e a esposa de Senaqueribe) Naquia (à esquerda)

Senaqueribe teve pelo menos sete filhos e uma filha. Exceto por Assaradão, que é conhecido como filho de Naquia, não se sabe qual das esposas de Senaqueribe foram as mães de seus filhos. É provável que Tasmetu-Sarrate tenha sido a mãe de pelo menos alguns deles. Seus nomes eram:
- Assurnadinsumi (em acádio: Aššur-nādin-šumi)[55] - provavelmente o filho mais velho de Senaqueribe. Nomeado rei da Babilônia e príncipe herdeiro em 700 a.C., ele serviu como ambos até sua captura e execução pelos elamitas em 694 a.C..[95]
- Assurilimubalissu (em acádio: Aššur-ili-muballissu)[93] - provavelmente o segundo filho mais velho de Senaqueribe (ele é chamado de māru terdennu, que significa "segundo filho"). Ele é mencionado como sendo "gerado aos pés de Assur", sugerindo que ele tinha algum papel no sacerdócio.[93] Seu pai deu-lhe uma casa em Assur, provavelmente em algum momento antes de 700 a.C., e um vaso precioso posteriormente escavado em Nínive.[96]
- Arda-Mulissu (em acádio: Arda-Mulišši)[97] - Filho mais velho vivo de Senaqueribe na época da morte de Assurnadinsumi em 694 a.C., ele serviu como seu príncipe herdeiro de 694 a.C. até 684 a.C., quando por razões desconhecidas ele foi substituído como herdeiro por Assaradão. Ele orquestrou a conspiração de 681 a.C. que terminou com a morte de Senaqueribe na esperança de assumir o trono para si.[89] Depois que suas tropas foram derrotadas por Assaradão, ele escapou para Urartu.[89]
- Assursumusabixi (em acádio: Aššur-šumu-ušabši) - um filho cujo lugar na seqüência de filhos de Senaqueribe é desconhecido. Senaqueribe deu a ele uma casa em Nínive. Tijolos com inscrições que discutem a construção desta casa foram posteriormente escavados em Nínive, possivelmente indicando que Assursumusabixi havia morrido antes que a casa fosse concluída.[96]
- Assaradão (em acádio: Aššur-aḫa-iddina)[98] - um filho mais novo que serviu como príncipe herdeiro de Senaqueribe de 684-681 a.C. e o sucedeu como rei da Assíria, reinando de 681-669 a.C..[89]
- Nergalsumuibni (em acádio: Nergal-šumu-ibni) - o nome reconstruído (o nome completo do príncipe está faltando nas inscrições) de outro filho de Senaqueribe. Ele é mencionado como tendo empregado uma grande equipe, incluindo um criador de cavalos pessoal chamado Sama. Ele pode ser a mesma pessoa que um oficial de informações mencionado em 683 a.C.. Seu nome pode, alternativamente, ser reconstruído como Nergalsumusur.[96] Nergalsumuibni pode ter servido como príncipe herdeiro ao lado de Arda-Mulissu, possivelmente como o herdeiro da Babilônia, mas as evidências são inconclusivas.[99]
- Nabusarusur (em acádio: Nabû-šarru-uṣur)[100] - um filho mais novo que se juntou a Arda-Mulissu em seu complô para assassinar Senaqueribe e tomar o poder. Ele escapou com Arda-Mulissu para Urartu.[89]
- Saditu (em acádio: Šadditu)[96] - A única das filhas de Senaqueribe conhecida pelo nome, Saditu aparece em documentos de venda de terras e rituais de proteção foram conduzidos em seu nome. Ela provavelmente era filha de Naquia, pois manteve um lugar na família real durante o reinado de Assaradão. Ela ou outra filha foi casada com um nobre egípcio chamado Susancu em 672 a.C..[94]

Uma pequena placa escavada em Nínive lista os nomes de heróis mitológicos da Mesopotâmia, como Gilgamés, e alguns nomes pessoais. Como o nome Assurilimuballissu aparece na lista de nomes pessoais, ao lado de nomes fragmentários que poderiam ser reconstruídos como Assurnadinsumi (ou Assursumusabixi) e Assaradão, também é possível que os outros nomes pessoais eram nomes de outros filhos de Senaqueribe. Esses nomes incluem Ile''e-bullutu-Aššur, Aššur-mukkaniš-ilija, Ana-Aššur-taklak, Aššur-bani-beli, Samaš-andullašu (ou Samaš-salamšu) e Aššur-šakin-liti.

## Personagem
As principais fontes que podem ser usadas para deduzir a personalidade de Senaqueribe são suas inscrições reais. Essas inscrições não foram escritas pelo rei, mas por seus escribas reais. Freqüentemente, serviam como propaganda para retratar o rei como melhor do que todos os outros governantes, tanto contemporâneos quanto antigos. Além disso, as inscrições reais assírias geralmente descrevem apenas questões militares e de construção e eram altamente padronizadas, diferindo pouco de rei para rei. Examinando as inscrições e comparando-as com as de outros reis e inscrições não reais, é possível inferir alguns aspectos do caráter de Senaqueribe. Como as inscrições de outros reis assírios, seu orgulho e alta auto-estima, por exemplo na passagem:
| “ | "Assur, pai dos deuses, olhou fixamente para mim entre todos os governantes e fez minhas armas maiores do que (as de) todos os que se sentam em palanques (reais). " Em vários lugares, a grande inteligência de Senaqueribe é enfatizada, por exemplo na passagem, "o deus Ninsicu me deu amplo entendimento igual ao (do) sábio Adapu (e) me dotou de amplo conhecimento". Várias inscrições o chamam de "principal de todos os governantes" (ašared kal malkī) e um "homem perfeito" (eṭlu gitmālu). | ” |

A decisão de Senaqueribe de manter seu nome de nascimento quando se tornou rei, em vez de assumir um nome no trono, algo que pelo menos 19 de seus 21 antecessores imediatos fizeram, sugere autoconfiança. Senaqueribe assumiu vários novos epítetos nunca usados pelos reis assírios, como "guardião do direito" e "amante da justiça", sugerindo o desejo de deixar uma marca pessoal em uma nova era a partir de seu reinado.
Quando Senaqueribe se tornou rei, ele já era adulto e serviu como príncipe herdeiro de Sargão por mais de 15 anos e entendeu a administração do império. Ao contrário de muitos reis assírios anteriores e posteriores (incluindo seu pai), Senaqueribe não se retratou como um conquistador nem expressou muito desejo de conquistar o mundo. Em vez disso, suas inscrições frequentemente retratavam as partes mais importantes de seu reinado como seus projetos de construção em grande escala. A maioria das campanhas de Senaqueribe não visava conquistar, mas suprimir revoltas contra seu governo, restaurando territórios perdidos e garantindo tesouros para financiar seus projetos de construção. O fato de seus generais liderarem várias das campanhas, ao invés do próprio Senaqueribe, mostra que ele não estava tão interessado em fazer campanha quanto seus antecessores. A retribuição e punição brutais servidas aos inimigos da Assíria descritos nos relatos de Senaqueribe não refletem necessariamente a verdade. Eles também serviram como ferramentas intimidantes para propaganda e guerra psicológica.

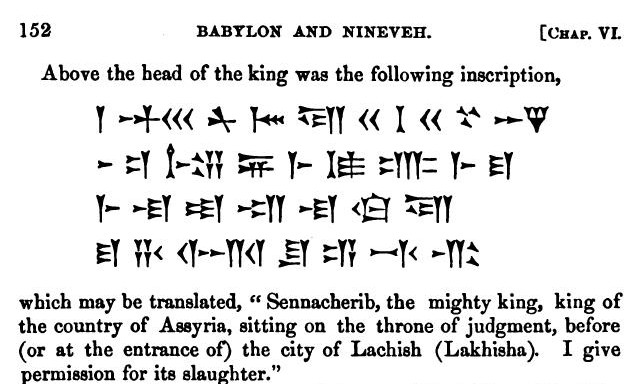
Escrito em acádio e sua tradução para o inglês acima da cabeça de Senaqueribe nos relevos que descrevem o cerco de Laquis. Do livro de Austen Henry Layard de 1853, Discoveries in the Ruins of Nineveh and Babylon.

Apesar da aparente falta de interesse na dominação mundial, Senaqueribe assumiu os títulos tradicionais da Mesopotâmia que designavam o governo de todo o mundo; "rei do universo" e "rei dos quatro cantos do mundo". Outros títulos, como "rei forte" e "rei poderoso", enfatizavam seu poder e grandeza, junto com epítetos como "guerreiro viril" (zikaru qardu) e "touro selvagem feroz" (rīmu ekdu). Senaqueribe descreveu todas as suas campanhas, mesmo as mal-sucedidas, como vitórias em suas próprias contas. Isso não era necessariamente por orgulho pessoal; seus súditos teriam visto uma campanha fracassada como um sinal de que os deuses não favoreciam mais seu governo. Senaqueribe estava totalmente convencido de que os deuses o apoiavam e viam todas as suas guerras como justas por esse motivo.
Frahm acredita que é possível que Senaqueribe tenha sofrido de transtorno de estresse pós-traumático por causa do destino catastrófico de seu pai. Pelas fontes, parece que as más notícias enfureceram facilmente Senaqueribe e que ele desenvolveu sérios problemas psicológicos. Seu filho e sucessor, Assaradão, menciona em suas inscrições que o "demônio al aff " afligia Senaqueribe e que nenhum de seus adivinhos inicialmente ousou dizer ao rei que havia observado sinais apontando para o demônio. O que o demônio alû não é totalmente compreendido, mas os sintomas típicos descritos em documentos contemporâneos incluem os aflitos sem saber quem são, suas pupilas se contraem, seus membros ficam tensos, são incapazes de falar e seus ouvidos zumbem.
Frahm e o assiriólogo Julian E. Reade cogitaram a ideia de que Senaqueribe pudesse ser classificado como feminista. Os membros femininos da corte eram mais proeminentes e gozavam de maiores privilégios sob o reinado de Senaqueribe do que sob os reinados de reis assírios anteriores. As razões de sua política para com suas parentes são desconhecidas. Ele pode ter desejado transferir o poder de poderosos generais e magnatas para sua própria família, tendo encontrado poderosas rainhas árabes que tomavam suas próprias decisões e lideravam exércitos. Ele pode ter compensado a maneira como tratou a memória do pai. As evidências do aumento da posição das mulheres reais incluem o maior número de textos fazendo referência às rainhas assírias do reinado de Senaqueribe em comparação com as rainhas dos tempos anteriores, e as evidências de que as rainhas de Senaqueribe tinham suas próprias unidades militares permanentes, assim como o rei. Espelhando a crescente posição das mulheres da família real, durante a época de Senaqueribe, as divindades femininas eram retratadas com mais frequência. Por exemplo, o deus Assur é retratado frequentemente com uma companheira, provavelmente a deusa Mulissu.
Apesar da superstição de Senaqueribe em relação ao destino de seu pai e sua convicção de apoio divino, Reade acredita que o rei era até certo ponto cético em relação à religião. O tratamento final de Senaqueribe da Babilônia, destruindo a cidade e seus templos, foi um sacrilégio e o rei parece ter negligenciado os templos na Assíria até que ele realizou uma renovação do templo de Assur em Assur no final de seu reinado.

## Legado

### Senaqueribe na memória popular

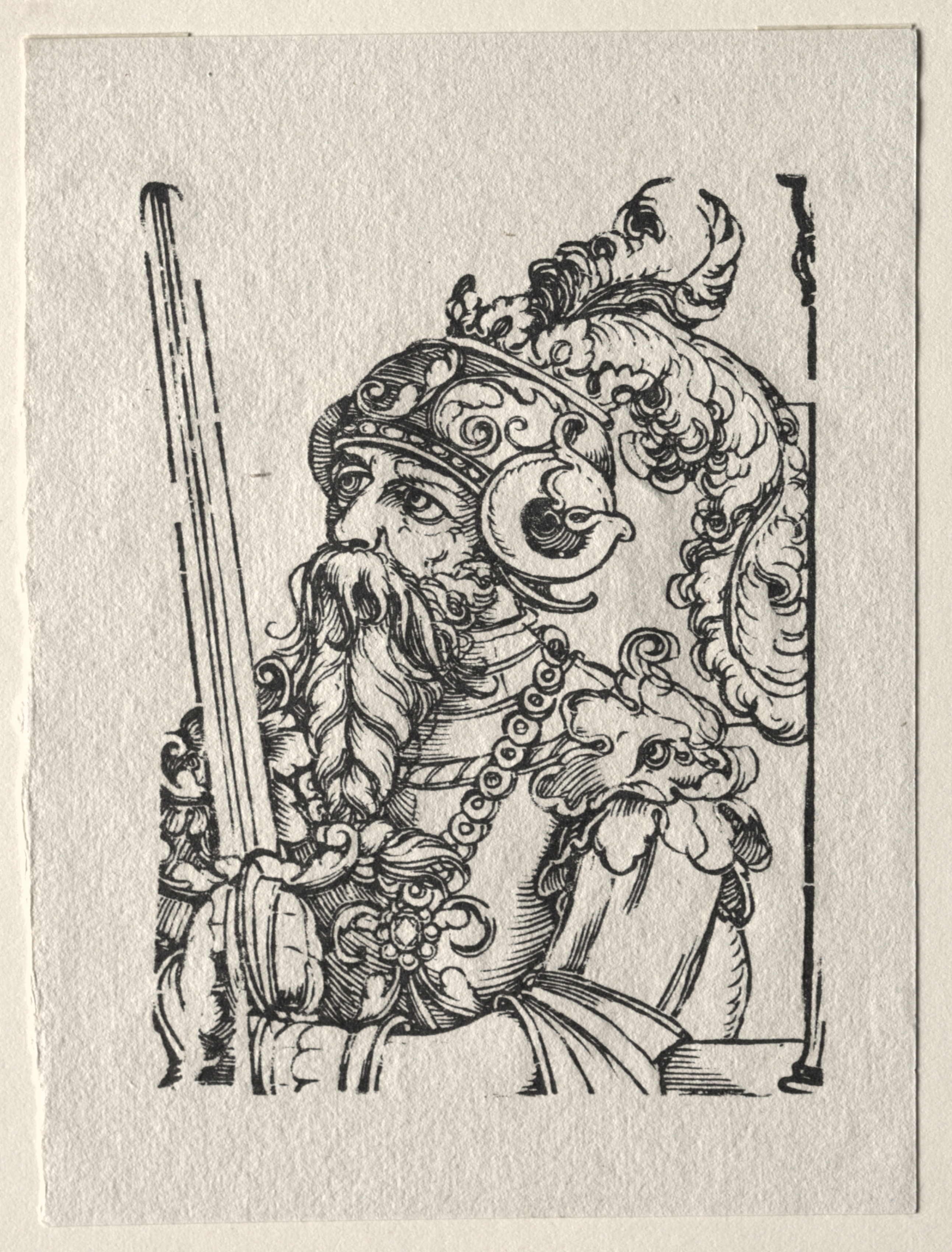
Xilogravura retratando Senaqueribe do gravador, pintor e gravador alemão do século XVI Georg Pencz, de uma série de xilogravuras intitulada Tyrants of the Old Testament.

Ao longo dos milênios após a morte de Senaqueribe, a imagem popular do rei tem sido principalmente negativa. A primeira razão para isso é o retrato negativo de Senaqueribe na Bíblia como o conquistador maligno que tentou tomar Jerusalém; a segunda é a destruição da Babilônia, uma das cidades mais importantes do mundo antigo. Essa visão negativa de Senaqueribe perdurou até os tempos modernos. Senaqueribe é apresentado como um predador implacável, atacando Judá como um "lobo no aprisco" no famoso poema de 1815, The Destruction of Sennacherib, de Lord Byron:
O assírio desceu como o lobo no aprisco,
E suas coortes brilhavam em púrpura e ouro;
E o brilho de suas lanças era como estrelas no mar,
Quando a onda azul rola todas as noites nas profundezas da Galiléia.Original (em inglês): The Destruction of Sennacherib— Lord Byron (em inglês)

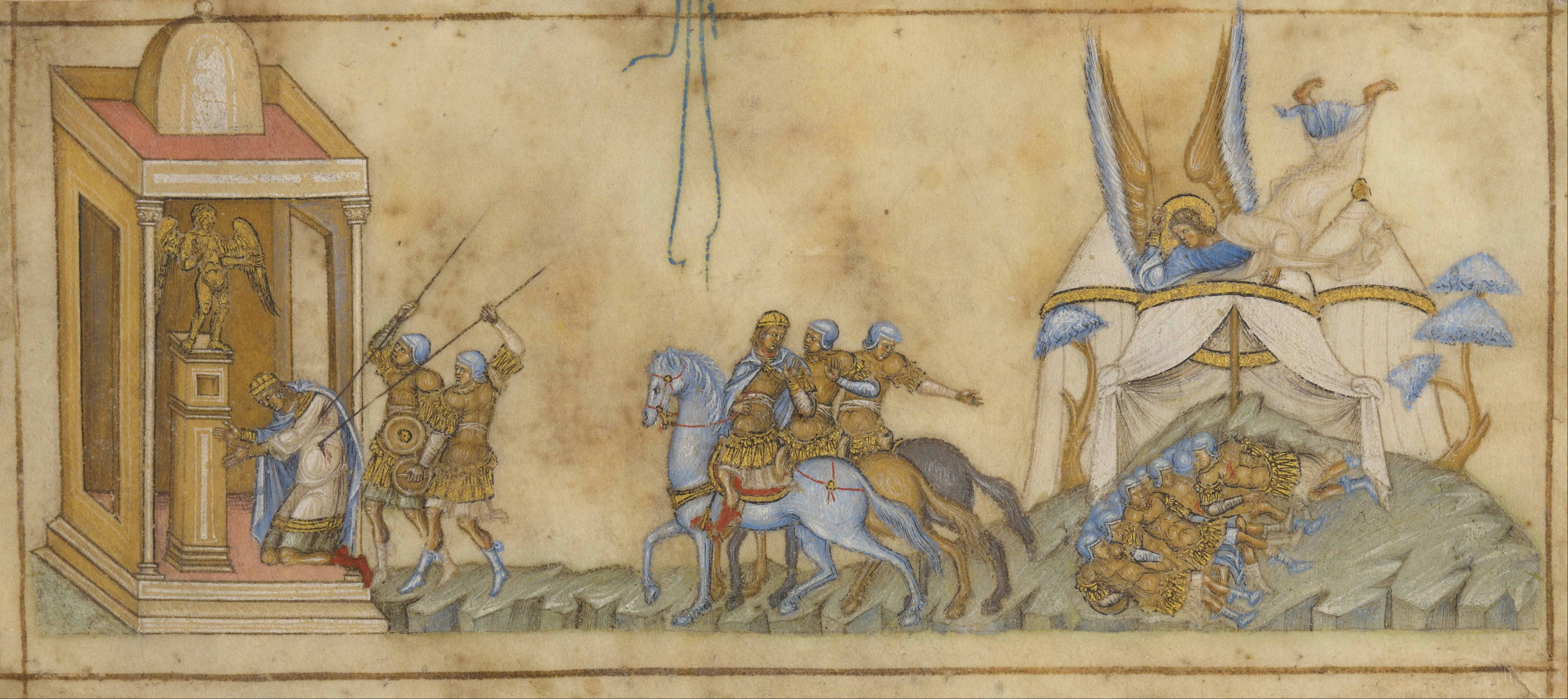
Miniatura de um livro de profetas do Antigo Testamento feito na Sicília por volta de, retratando três cenas separadas da guerra de Senaqueribe contra os israelitas. À direita, um anjo é retratado destruindo seu exército. No centro, Senaqueribe e seus soldados restantes são mostrados no caminho de volta para Nínive. À esquerda, dois dos filhos de Senaqueribe o matam enquanto ele orava diante de um ídolo pagão.

O arqueólogo bíblico Isaac Kalimi e o historiador Seth Richardson descreveram o ataque de Senaqueribe em 701 a.C. contra Jerusalém como um "evento mundial" em 2014, observando que reuniu os destinos de vários grupos díspares. De acordo com Kalimi, o evento e suas consequências afetaram e tiveram consequências não apenas para os povos assírios e israelitas, mas também para os povos babilônios, egípcios, núbios, siro-hititas e anatólios. O cerco é discutido não apenas em fontes contemporâneas, mas no folclore e tradições posteriores, como o folclore aramaico, nas histórias greco-romanas posteriores do Oriente Próximo e nos contos de cristãos siríacos medievais e árabes. A campanha levantina de Senaqueribe é um evento significativo na Bíblia, sendo mencionado e discutido em muitos lugares, principalmente II Reis 18:13–19:37, 20:6 e II Crônicas 32:1–23. A grande maioria dos relatos bíblicos do reinado do rei Ezequias em 2 Reis é dedicada à campanha de Senaqueribe, consolidando-a como o evento mais importante do tempo de Ezequias. Em Crônicas, o fracasso de Senaqueribe e o sucesso de Ezequias são enfatizados. A campanha assíria (descrita como um ato de agressão em vez de uma resposta às atividades rebeldes de Ezequias) é vista como fadada ao fracasso desde o início. Segundo a narrativa, nenhum inimigo, nem mesmo o poderoso rei da Assíria, teria sido capaz de triunfar sobre Ezequias, já que o rei da Judéia tinha Deus ao seu lado. O conflito é apresentado como algo semelhante a uma guerra santa: a guerra de Deus contra o pagão Senaqueribe.
Embora a Assíria tivesse mais de cem reis ao longo de sua longa história, Senaqueribe (junto com seu filho Assaradão e netos Assurbanípal e Samassumauquim) é um dos poucos reis que foi lembrado e figurado no folclore aramaico e siríaco muito depois do reino caiu. A antiga história aramaica de Aicar retrata Senaqueribe como um patrono benevolente do personagem titular Ahikar, com Esarhaddon retratado de forma mais negativa. Os contos siríacos medievais caracterizam Senaqueribe como um rei pagão arquetípico assassinado como parte de uma rixa familiar, cujos filhos se convertem ao cristianismo. A lenda dos santos do século IV d.C., Benã e Sara, lança Senaqueribe, sob o nome de Sinaribe, como seu pai real. Depois que Benã se converte ao Cristianismo, Sinaribe ordena sua execução, mas mais tarde é atingido por uma doença perigosa que é curada por meio do batismo de São Mateus em Assur. Agradecido, Sinaribe então se converte ao Cristianismo e funda um importante mosteiro perto de Mossul, chamado Deir Mar Matai.
Senaqueribe também ocupou vários papéis na tradição judaica posterior. No Midraxe, exames do Antigo Testamento e histórias posteriores, os eventos de 701 a.C. são frequentemente explorados em detalhes; muitas vezes apresentando enormes exércitos implantados por Senaqueribe e apontando como ele consultou repetidamente astrólogos em sua campanha, atrasando suas ações. Nas histórias, os exércitos de Senaqueribe são destruídos quando Ezequias recita salmos de Halel na véspera da Páscoa. O evento é frequentemente retratado como um cenário apocalíptico, com Ezequias retratado como uma figura messiânica e Senaqueribe e seus exércitos sendo personificações de Gogue e Magogue. Senaqueribe, devido ao papel que desempenha na Bíblia, continua sendo um dos reis assírios mais famosos até hoje.

### Descobertas arqueológicas

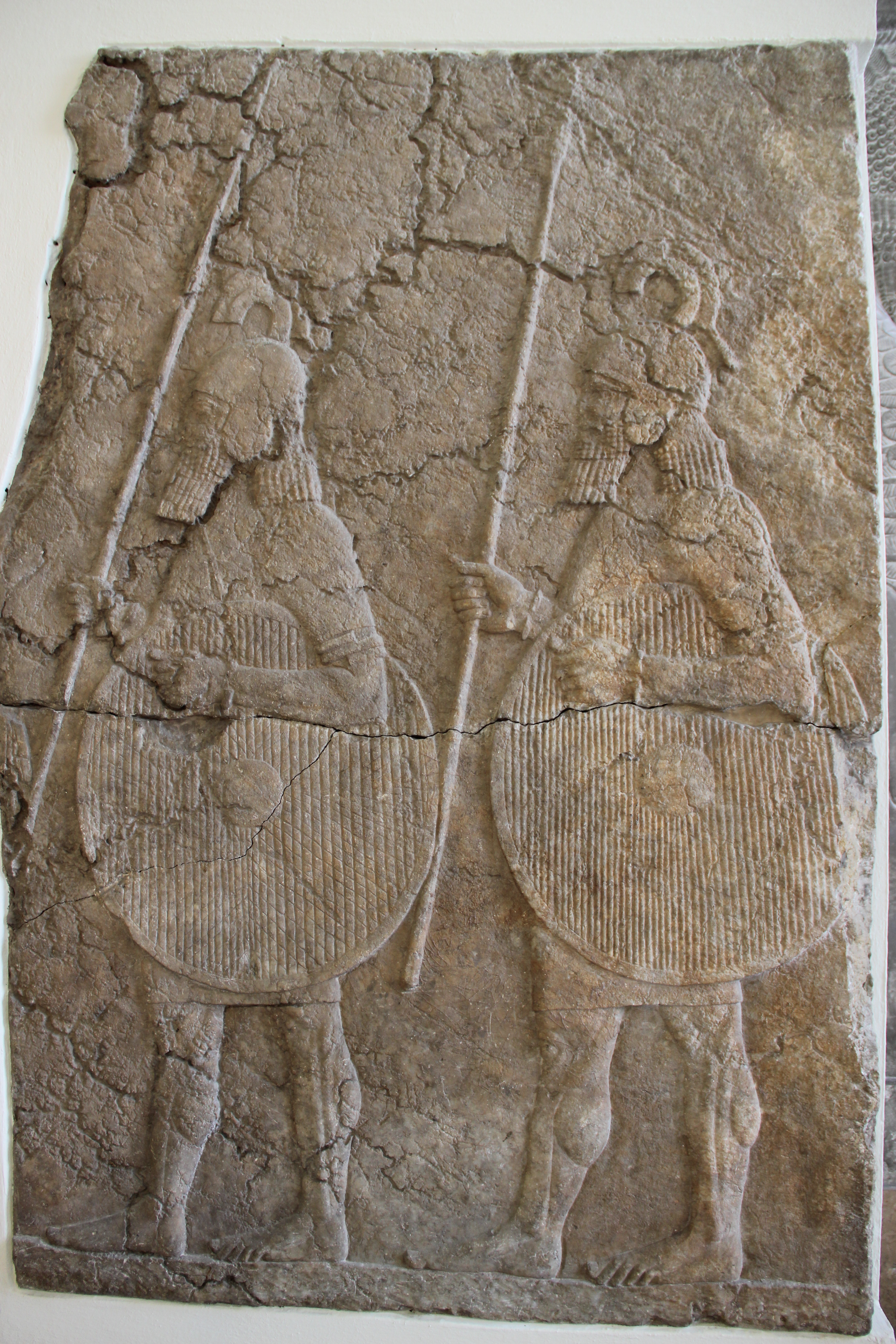
Relevo retratando dois soldados assírios, do palácio de Senaqueribe

A descoberta das próprias inscrições de Senaqueribe no século 19, em que atos brutais e cruéis, como mandar cortar a garganta de seus inimigos elamitas e cortar suas mãos e lábios, ampliou sua já feroz reputação. Hoje, muitas dessas inscrições são conhecidos, a maioria deles alojados nas coleções do Museu do Antigo Oriente Próximo em Berlim e o Museu Britânico em Londres, embora muitos estão localizados em todo o mundo em outras instituições e coleções particulares. Alguns objetos grandes com inscrições de Senaqueribe permanecem em Nínive, onde alguns até foram enterrados novamente. Os próprios relatos de Senaqueribe sobre seus projetos de construção e campanhas militares, normalmente chamados de seus "anais", eram frequentemente copiados várias vezes e espalhados por todo o Império Neoassírio durante seu reinado. Nos primeiros seis anos de seu reinado, eles foram escritos em cilindros de argila, mas mais tarde ele começou a usar prismas de argila, provavelmente porque proporcionavam uma área de superfície maior.
As cartas associadas a Senaqueribe são menos numerosas do que as conhecidas de seu pai e da época de seu filho Assaradão; a maioria deles é do mandato de Senaqueribe como príncipe herdeiro. Outros tipos de inscrições não reais do reinado de Senaqueribe, como documentos administrativos, documentos econômicos e crônicas, são mais numerosos. Além de fontes escritas, muitas peças de arte também sobreviveram da época de Senaqueribe, principalmente os relevos do rei em seu palácio em Nínive. Eles tipicamente retratam suas conquistas, às vezes com pequenos trechos de texto explicando a cena mostrada. Descoberto e escavado pela primeira vez de 1847 a 1851 pelo arqueólogo britânico Austen Henry Layard, a descoberta de relevos representando o cerco de Senaqueribe a Laquis no Palácio do Sudoeste foi a primeira confirmação arqueológica de um evento descrito na Bíblia.
Os assiriólogos Hormuzd Rassam e Henry Creswicke Rawlinson de 1852 a 1854, William Kennett Loftus de 1854 a 1855 e George Smith de 1873 a 1874 lideraram novas escavações do Palácio do Sudoeste. Entre as muitas inscrições encontradas no local, Smith descobriu um relato fragmentário de uma inundação , o que gerou muito entusiasmo entre os estudiosos e o público. Desde Smith, o local passou por vários períodos de intensa escavação e estudo; Rassam voltou de 1878 a 1882, o egiptólogo E. A. Wallis Budge supervisionou as escavações de 1889 a 1891, o assiriólogo Leonard William King de 1903 a 1904 e o assiriólogo Reginald Campbell Thompson em 1905 e de 1931 a 1932. O Departamento de Antiguidades do Iraque sob o comando do assiriólogo Tariq Madhloom conduziu as expedições mais recentes de 1965 a 1968. Muitos dos relevos de Senaqueribe são exibidos hoje no Museu do Antigo Oriente Próximo, o Museu Britânico, o Museu do Iraque em Bagdá, o Museu Metropolitano de Arte de Nova Iorque e o Louvre em Paris.
A avaliação negativa tradicional de Senaqueribe como um conquistador implacável desapareceu nos estudos modernos. Escrevendo em 1978, Reade avaliou Senaqueribe como um rei que se destaca entre os governantes assírios como tendo uma mente aberta e previdente e que ele era um homem "que não apenas lidou com eficácia com as crises comuns, mas até mesmo as aproveitou ao criar, ou tentou criar, uma estrutura imperial estável imune aos problemas tradicionais ". Reade acredita que o colapso do Império Assírio dentro de setenta anos após a morte de Senaqueribe pode ser parcialmente atribuído a reis posteriores que ignoraram as políticas e reformas de Senaqueribe. Elayi, escrevendo em 2018, concluiu que Senaqueribe era diferente tanto da imagem negativa tradicional dele quanto da imagem perfeita que o rei queria transmitir a si mesmo por meio de suas inscrições, mas que os elementos de ambas eram verdadeiros. De acordo com Elayi, Senaqueribe era "certamente inteligente, habilidoso, com capacidade de adaptação", mas "seu senso de piedade era contraditório, pois, por um lado, ele destruiu impiedosamente as estátuas de deuses e templos da Babilônia, enquanto, no por outro lado, ele consultava os deuses antes de agir e rezava para eles ”. Elayi acredita que a maior falha de Senaqueribe foi "seu caráter irascível, vingativo e impaciente" e que ele, quando emocionado, pode ser pressionado a tomar decisões irracionais.

## Títulos
A seguinte titulação é usada por Senaqueribe nos primeiros relatos de sua campanha babilônica de 703 a.C.:
Senaqueribe, grande rei, rei poderoso, rei da Assíria, rei sem rival, pastor justo, favorito dos grandes deuses, pastor devoto, que teme os grandes deuses, protetor da retidão, amante da justiça, que dá apoio, que vem ao ajuda do aleijado e visa fazer boas ações, herói perfeito, homem poderoso, primeiro entre todos os reis, pescoço que dobra o insubmisso, que atinge o inimigo como um raio, Assur, a grande montanha, concedeu-me uma realeza incomparável e tornou minhas armas mais poderosas do que as armas de todos os outros governantes sentados em estrados.
Esta variante da titulação é usada em uma inscrição do Palácio do Sudoeste em Nínive, escrita após a campanha de Senaqueribe na Babilônia de 700 a.C.:
Senaqueribe, o grande rei, o poderoso rei, rei do universo, rei da Assíria, rei dos quatro quadrantes (do mundo); favorito dos grandes deuses; o sábio e astuto; herói forte, primeiro entre todos os príncipes; a chama que consome o insubmisso, que atinge os ímpios com o raio. Assur, o grande deus, confiou a mim uma realeza incomparável e tornou minhas armas poderosas acima de (todos) aqueles que moram em palácios. Do mar superior do sol poente ao mar inferior do sol nascente, todos os príncipes dos quatro cantos (do mundo) ele trouxe em submissão aos meus pés.

### Citações
1. ↑  Elayi 2017, p. 29.
2. 1 2 3  Elayi 2018, p. 18.
3. ↑  Harmanşah 2013, p. 120.
4. 1 2  Kalimi 2014, p. 11.
5. ↑  Elayi 2018, p. 12.
6. 1 2  Frahm 2003, p. 129.
7. 1 2 3 4 5 6  Kalimi 2014, p. 20.
8. 1 2 3 4  Luckenbill 1924, p. 13.
9. ↑  Rodrigues 2017, p. 1030.
10. 1 2 3 4  Elayi 2018, p. 13.
11. ↑  Kertai 2013, p. 115.
12. ↑  Melville 2016, p. 56.
13. ↑  Elayi 2017, p. 27.
14. ↑  Elayi 2018, p. 30.
15. 1 2 3  Elayi 2018, p. 15.
16. ↑  Elayi 2018, pp. 30–31.
17. ↑  Elayi 2018, p. 38.
18. ↑  Elayi 2018, pp. 40, 204.
19. ↑  Brinkman 1973, p. 89.
20. 1 2  Brinkman 1973, p. 90.
21. ↑  Frahm 2014, p. 209.
22. ↑  Frahm 2014, p. 208.
23. ↑  Frahm 2014, p. 212.
24. ↑  Frahm 2014, p. 201.
25. 1 2  Frahm 2014, p. 202.
26. 1 2  Elayi 2018, p. 3.
27. 1 2 3  Frahm 2014, p. 204.
28. 1 2 3  Frahm 2008, p. 15.
29. 1 2 3 4 5 6 7 8  Brinkman 1973, p. 91.
30. ↑  Frahm 2002, p. 1113.
31. 1 2  Frahm 2003, p. 130.
32. 1 2  Frahm 2014, p. 203.
33. ↑  Luckenbill 1924, p. 9.
34. 1 2  Levine 1982, p. 36.
35. 1 2 3  Bauer 2007, p. 384.
36. 1 2 3  Luckenbill 1924, p. 10.
37. ↑  Levine 1982, p. 37.
38. ↑  Grayson 1991, p. 106.
39. ↑  Levine 1973, p. 313.
40. ↑  Matty 2016, p. 26.
41. 1 2  Luckenbill 1924, p. 11.
42. ↑  Barnett 1958, pp. 161–164.
43. ↑  Kalimi 2014, p. 38.
44. ↑  Kalimi 2014, pp. 25, 40.
45. 1 2  Luckenbill 1924, p. 12.
46. ↑  Kalimi 2014, pp. 39–40.
47. ↑  Kalimi 2014, p. 19.
48. ↑  Caesar 2017, p. 224.
49. ↑  Ogden Bellis 2020, p. 4.
50. ↑  James 2005, p. 92.
51. ↑  Kalimi 2014, p. 48.
52. ↑  Levine 1982, p. 40.
53. 1 2 3  Levine 1982, p. 41.
54. ↑  Levine 1982, pp. 40–41.
55. 1 2  Porter 1993, p. 14.
56. ↑  Porter 1993, p. 15.
57. ↑  Porter 1993, p. 16.
58. ↑  Luckenbill 1924, p. 14.
59. ↑  Levine 1982, pp. 42–43.
60. ↑  Luckenbill 1924, p. 15.
61. 1 2 3  Levine 1982, p. 43.
62. 1 2  Brinkman 1973, p. 92.
63. ↑  Bertman 2005, p. 79.
64. ↑  Levine 1982, pp. 43–45.
65. ↑  Levine 1982, p. 45.
66. ↑  Levine 1982, pp. 40, 47–49.
67. ↑  Luckenbill 1924, p. 16.
68. ↑  Levine 1982, pp. 49–50.
69. 1 2  Brinkman 1973, p. 93.
70. ↑  Levine 1982, p. 50.
71. 1 2 3  Luckenbill 1924, p. 17.
72. 1 2 3 4  Brinkman 1973, p. 94.
73. 1 2  Brinkman 1973, p. 95.
74. ↑  Grayson 1991, p. 118.
75. ↑  Leick 2009, p. 156.
76. ↑  Grayson 1991, pp. 118–119.
77. ↑  Grayson 1991, p. 119.
78. ↑  McCormick 2002, pp. 156, 158.
79. ↑  Grayson 1991, p. 116.
80. ↑  Grayson 1991, p. 109.
81. ↑  Frahm 2014, p. 210.
82. ↑  Frahm 2008, p. 13.
83. ↑  Frahm 2008, p. 14.
84. ↑  Reade 1978, pp. 47, 50.
85. 1 2 3  Elayi 2018, p. 5.
86. 1 2  Frahm 2008, p. 16.
87. 1 2  Kertai 2013, p. 116.
88. 1 2 3  Frahm 2008, p. 17.
89. 1 2 3 4 5 6 7 8  Radner 2003, p. 166.
90. 1 2  Elayi 2018, p. 16.
91. 1 2 3  Parpola 1980.
92. ↑  Encyclopædia Britannica.
93. 1 2 3 4  Frahm 2002, p. 1114.
94. 1 2  Elayi 2018, p. 17.
95. ↑  Porter 1993, pp. 14–16.
96. 1 2 3 4 5  Frahm 2002, p. 1115.
97. ↑  Baker 2016, p. 272.
98. ↑  Postgate 2014, p. 250.
99. ↑  Šašková 2010, p. 152.
100. 1 2  Frahm 2014, p. 193.
101. 1 2  Elayi 2018, p. 19.
102. ↑  Frahm 2014, p. 171.
103. 1 2  Elayi 2018, p. 20.
104. 1 2 3  Elayi 2018, p. 21.
105. ↑  Elayi 2018, p. 22.
106. ↑  Frahm 2014, pp. 213–217.
107. 1 2  Reade 1978, p. 47.
108. 1 2  Elayi 2018, p. 1.
109. ↑  Kalimi & Richardson 2014, p. 1.
110. ↑  Kalimi 2014, p. 12.
111. ↑  Kalimi 2014, p. 15.
112. ↑  Kalimi 2014, p. 21.
113. ↑  Kalimi 2014, p. 37.
114. ↑  Kalimi & Richardson 2014, p. 5.
115. ↑  Radner 2015, p. 7.
116. ↑  Kalimi & Richardson 2014, p. 6.
117. ↑  Mark 2014.
118. ↑  Elayi 2018, p. 2.
119. ↑  Elayi 2018, p. 4.
120. ↑  Elayi 2018, p. 6.
121. ↑  Elayi 2018, p. 203.
122. 1 2  Frahm 2003, p. 141.
123. 1 2  Luckenbill 1927, p. 140.